# Eredivisie 1968/69/Wedstrijden
De wedstrijden van het Nederlandse Eredivisie voetbal uit het seizoen 1968/69 was het 13e seizoen van de hoogste professionele Nederlandse voetbalcompetitie voor mannen. Het seizoen bestond uit 34 speelronden van elk negen wedstrijden. De competitie begon op 18 augustus 1968 en duurde tot en met 1 juni 1969.

## Speelronde 1
|                  |                           |       |          |                                      |
| 18 augustus 1968 | ADO                       | 4 – 0 | Volendam | Stadion: Zuiderparkstadion, Den Haag |
| 18 augustus 1968 | Goal · Goal · Goal · Goal |       |          | Stadion: Zuiderparkstadion, Den Haag |
| 18 augustus 1968 |                           |       |          | Stadion: Zuiderparkstadion, Den Haag |
| 18 augustus 1968 |                           |       |          | Stadion: Zuiderparkstadion, Den Haag |
|                  |                           |       |          |                                      |

|                  |                                   |       |               |                                                                                     |
| 18 augustus 1968 | AZ '67                            | 2 – 0 | Holland Sport | Stadion: Alkmaarderhout, Alkmaar Toeschouwers: 13.500 Scheidsrechter: Joop Vervoort |
| 18 augustus 1968 | Dick Twisk 5' Bob van Rijssel 21' |       |               | Stadion: Alkmaarderhout, Alkmaar Toeschouwers: 13.500 Scheidsrechter: Joop Vervoort |
| 18 augustus 1968 |                                   |       |               | Stadion: Alkmaarderhout, Alkmaar Toeschouwers: 13.500 Scheidsrechter: Joop Vervoort |
| 18 augustus 1968 |                                   |       |               | Stadion: Alkmaarderhout, Alkmaar Toeschouwers: 13.500 Scheidsrechter: Joop Vervoort |
|                  |                                   |       |               |                                                                                     |

|                  |      |       |                    |                                       |
| 18 augustus 1968 | DWS  | 1 – 3 | FC Twente          | Stadion: Olympisch Stadion, Amsterdam |
| 18 augustus 1968 | Goal |       | Goal · Goal · Goal | Stadion: Olympisch Stadion, Amsterdam |
| 18 augustus 1968 |      |       |                    | Stadion: Olympisch Stadion, Amsterdam |
| 18 augustus 1968 |      |       |                    | Stadion: Olympisch Stadion, Amsterdam |
|                  |      |       |                    |                                       |

|                  |        |                    |        |                                 |
| 18 augustus 1968 | Sparta | 0 – 3              | N.E.C. | Stadion: Het Kasteel, Rotterdam |
| 18 augustus 1968 |        | Goal · Goal · Goal |        | Stadion: Het Kasteel, Rotterdam |
| 18 augustus 1968 |        |                    |        | Stadion: Het Kasteel, Rotterdam |
| 18 augustus 1968 |        |                    |        | Stadion: Het Kasteel, Rotterdam |
|                  |        |                    |        |                                 |

|                  |                    |       |     |                                |
| 18 augustus 1968 | GVAV               | 3 – 0 | DOS | Stadion: Oosterpark, Groningen |
| 18 augustus 1968 | Goal · Goal · Goal |       |     | Stadion: Oosterpark, Groningen |
| 18 augustus 1968 |                    |       |     | Stadion: Oosterpark, Groningen |
| 18 augustus 1968 |                    |       |     | Stadion: Oosterpark, Groningen |
|                  |                    |       |     |                                |

|                  |             |       |      |                                  |
| 18 augustus 1968 | Go Ahead    | 2 – 1 | Ajax | Stadion: Vetkampstraat, Deventer |
| 18 augustus 1968 | Goal · Goal |       | Goal | Stadion: Vetkampstraat, Deventer |
| 18 augustus 1968 |             |       |      | Stadion: Vetkampstraat, Deventer |
| 18 augustus 1968 |             |       |      | Stadion: Vetkampstraat, Deventer |
|                  |             |       |      |                                  |

|                  |             |       |                    |                                  |
| 18 augustus 1968 | MVV         | 2 – 3 | Feijenoord         | Stadion: De Geusselt, Maastricht |
| 18 augustus 1968 | Goal · Goal |       | Goal · Goal · Goal | Stadion: De Geusselt, Maastricht |
| 18 augustus 1968 |             |       |                    | Stadion: De Geusselt, Maastricht |
| 18 augustus 1968 |             |       |                    | Stadion: De Geusselt, Maastricht |
|                  |             |       |                    |                                  |

|                  |                                  |       |            |                               |
| 18 augustus 1968 | NAC                              | 5 – 1 | Fortuna SC | Stadion: Beatrixstraat, Breda |
| 18 augustus 1968 | Goal · Goal · Goal · Goal · Goal |       | Goal       | Stadion: Beatrixstraat, Breda |
| 18 augustus 1968 |                                  |       |            | Stadion: Beatrixstraat, Breda |
| 18 augustus 1968 |                                  |       |            | Stadion: Beatrixstraat, Breda |
|                  |                                  |       |            |                               |

|                  |                                                  |       |         |                                                                                  |
| 18 augustus 1968 | PSV                                              | 2 – 0 | Telstar | Stadion: Philips Stadion, Eindhoven Toeschouwers: 14.000 Scheidsrechter: Ton Bom |
| 18 augustus 1968 | Willy van der Kuijlen 33' Wim van den Dungen 35' |       |         | Stadion: Philips Stadion, Eindhoven Toeschouwers: 14.000 Scheidsrechter: Ton Bom |
| 18 augustus 1968 |                                                  |       |         | Stadion: Philips Stadion, Eindhoven Toeschouwers: 14.000 Scheidsrechter: Ton Bom |
| 18 augustus 1968 |                                                  |       |         | Stadion: Philips Stadion, Eindhoven Toeschouwers: 14.000 Scheidsrechter: Ton Bom |
|                  |                                                  |       |         |                                                                                  |

## Speelronde 2
|                  |                                                                                             |       |                       |                                                                                 |
| 25 augustus 1968 | Ajax                                                                                        | 8 – 1 | NAC                   | Stadion: De Meer, Amsterdam Toeschouwers: 20.000 Scheidsrechter: Tjeerd Elsinga |
| 25 augustus 1968 | Piet Keizer 17', 59' Johan Cruijff 25', 52', 85' Sjaak Swart 68', 87' Henk Groot 79' (pen.) |       | 70' Jacques Visschers | Stadion: De Meer, Amsterdam Toeschouwers: 20.000 Scheidsrechter: Tjeerd Elsinga |
| 25 augustus 1968 |                                                                                             |       |                       | Stadion: De Meer, Amsterdam Toeschouwers: 20.000 Scheidsrechter: Tjeerd Elsinga |
| 25 augustus 1968 |                                                                                             |       |                       | Stadion: De Meer, Amsterdam Toeschouwers: 20.000 Scheidsrechter: Tjeerd Elsinga |
|                  |                                                                                             |       |                       |                                                                                 |

|                  |                    |       |     |                                        |
| 25 augustus 1968 | Feijenoord         | 3 – 0 | DWS | Stadion: Stadion Feijenoord, Rotterdam |
| 25 augustus 1968 | Goal · Goal · Goal |       |     | Stadion: Stadion Feijenoord, Rotterdam |
| 25 augustus 1968 |                    |       |     | Stadion: Stadion Feijenoord, Rotterdam |
| 25 augustus 1968 |                    |       |     | Stadion: Stadion Feijenoord, Rotterdam |
|                  |                    |       |     |                                        |

|                  |                     |       |                                        |                                                                                 |
| 25 augustus 1968 | Holland Sport       | 1 – 3 | ADO                                    | Stadion: Houtrust, Den Haag Toeschouwers: 26.000 Scheidsrechter: Lau van Ravens |
| 25 augustus 1968 | Sjaak Roggeveen 65' |       | 27', 81' Piet van Miert 89' Kees Aarts | Stadion: Houtrust, Den Haag Toeschouwers: 26.000 Scheidsrechter: Lau van Ravens |
| 25 augustus 1968 |                     |       |                                        | Stadion: Houtrust, Den Haag Toeschouwers: 26.000 Scheidsrechter: Lau van Ravens |
| 25 augustus 1968 |                     |       |                                        | Stadion: Houtrust, Den Haag Toeschouwers: 26.000 Scheidsrechter: Lau van Ravens |
|                  |                     |       |                                        |                                                                                 |

|                  |     |                           |          |                               |
| 25 augustus 1968 | DOS | 0 – 4                     | Go Ahead | Stadion: Galgenwaard, Utrecht |
| 25 augustus 1968 |     | Goal · Goal · Goal · Goal |          | Stadion: Galgenwaard, Utrecht |
| 25 augustus 1968 |     |                           |          | Stadion: Galgenwaard, Utrecht |
| 25 augustus 1968 |     |                           |          | Stadion: Galgenwaard, Utrecht |
|                  |     |                           |          |                               |

|                  |             |       |      |                                |
| 25 augustus 1968 | FC Twente   | 2 – 1 | PSV  | Stadion: Het Diekman, Enschede |
| 25 augustus 1968 | Goal · Goal |       | Goal | Stadion: Het Diekman, Enschede |
| 25 augustus 1968 |             |       |      | Stadion: Het Diekman, Enschede |
| 25 augustus 1968 |             |       |      | Stadion: Het Diekman, Enschede |
|                  |             |       |      |                                |

|                  |            |             |        |                                 |
| 25 augustus 1968 | Fortuna SC | 0 – 2       | Sparta | Stadion: Mauritsstadion, Geleen |
| 25 augustus 1968 |            | Goal · Goal |        | Stadion: Mauritsstadion, Geleen |
| 25 augustus 1968 |            |             |        | Stadion: Mauritsstadion, Geleen |
| 25 augustus 1968 |            |             |        | Stadion: Mauritsstadion, Geleen |
|                  |            |             |        |                                 |

|                  |                  |       |     |                                                                                    |
| 25 augustus 1968 | N.E.C.           | 1 – 0 | MVV | Stadion: Goffertstadion, Nijmegen Toeschouwers: 20.000 Scheidsrechter: Henk Pijper |
| 25 augustus 1968 | Peter Ressel 10' |       |     | Stadion: Goffertstadion, Nijmegen Toeschouwers: 20.000 Scheidsrechter: Henk Pijper |
| 25 augustus 1968 |                  |       |     | Stadion: Goffertstadion, Nijmegen Toeschouwers: 20.000 Scheidsrechter: Henk Pijper |
| 25 augustus 1968 |                  |       |     | Stadion: Goffertstadion, Nijmegen Toeschouwers: 20.000 Scheidsrechter: Henk Pijper |
|                  |                  |       |     |                                                                                    |

|                  |                  |       |               |                                                                                    |
| 25 augustus 1968 | Telstar          | 1 – 1 | AZ '67        | Stadion: Schoonenberg, Velsen Toeschouwers: 12.000 Scheidsrechter: Arie van Gemert |
| 25 augustus 1968 | Ruud Geestman 9' |       | 28' Siem Tijm | Stadion: Schoonenberg, Velsen Toeschouwers: 12.000 Scheidsrechter: Arie van Gemert |
| 25 augustus 1968 |                  |       |               | Stadion: Schoonenberg, Velsen Toeschouwers: 12.000 Scheidsrechter: Arie van Gemert |
| 25 augustus 1968 |                  |       |               | Stadion: Schoonenberg, Velsen Toeschouwers: 12.000 Scheidsrechter: Arie van Gemert |
|                  |                  |       |               |                                                                                    |

|                  |             |       |      |                               |
| 25 augustus 1968 | Volendam    | 2 – 0 | GVAV | Stadion: Julianaweg, Volendam |
| 25 augustus 1968 | Goal · Goal |       |      | Stadion: Julianaweg, Volendam |
| 25 augustus 1968 |             |       |      | Stadion: Julianaweg, Volendam |
| 25 augustus 1968 |             |       |      | Stadion: Julianaweg, Volendam |
|                  |             |       |      |                               |

## Speelronde 3
|                  |             |       |             |                                      |
| 1 september 1968 | ADO         | 2 – 2 | Telstar     | Stadion: Zuiderparkstadion, Den Haag |
| 1 september 1968 | Goal · Goal |       | Goal · Goal | Stadion: Zuiderparkstadion, Den Haag |
| 1 september 1968 |             |       |             | Stadion: Zuiderparkstadion, Den Haag |
| 1 september 1968 |             |       |             | Stadion: Zuiderparkstadion, Den Haag |
|                  |             |       |             |                                      |

|                  |        |       |             |                                  |
| 1 september 1968 | AZ '67 | 1 – 2 | FC Twente   | Stadion: Alkmaarderhout, Alkmaar |
| 1 september 1968 | Goal   |       | Goal · Goal | Stadion: Alkmaarderhout, Alkmaar |
| 1 september 1968 |        |       |             | Stadion: Alkmaarderhout, Alkmaar |
| 1 september 1968 |        |       |             | Stadion: Alkmaarderhout, Alkmaar |
|                  |        |       |             |                                  |

|                  |             |       |     |                                       |
| 1 september 1968 | DWS         | 2 – 0 | MVV | Stadion: Olympisch Stadion, Amsterdam |
| 1 september 1968 | Goal · Goal |       |     | Stadion: Olympisch Stadion, Amsterdam |
| 1 september 1968 |             |       |     | Stadion: Olympisch Stadion, Amsterdam |
| 1 september 1968 |             |       |     | Stadion: Olympisch Stadion, Amsterdam |
|                  |             |       |     |                                       |

|                  |        |                 |      |                                                                                      |
| 1 september 1968 | Sparta | 0 – 1           | Ajax | Stadion: Het Kasteel, Rotterdam Toeschouwers: 32.000 Scheidsrechter: Arie van Gemert |
| 1 september 1968 |        | 17' Piet Keizer |      | Stadion: Het Kasteel, Rotterdam Toeschouwers: 32.000 Scheidsrechter: Arie van Gemert |
| 1 september 1968 |        |                 |      | Stadion: Het Kasteel, Rotterdam Toeschouwers: 32.000 Scheidsrechter: Arie van Gemert |
| 1 september 1968 |        |                 |      | Stadion: Het Kasteel, Rotterdam Toeschouwers: 32.000 Scheidsrechter: Arie van Gemert |
|                  |        |                 |      |                                                                                      |

|                  |                   |       |     |                                                                                 |
| 1 september 1968 | NAC               | 1 – 0 | DOS | Stadion: Beatrixstraat, Breda Toeschouwers: 10.000 Scheidsrechter: Ad Boogaerts |
| 1 september 1968 | Addy Brouwers 32' |       |     | Stadion: Beatrixstraat, Breda Toeschouwers: 10.000 Scheidsrechter: Ad Boogaerts |
| 1 september 1968 |                   |       |     | Stadion: Beatrixstraat, Breda Toeschouwers: 10.000 Scheidsrechter: Ad Boogaerts |
| 1 september 1968 |                   |       |     | Stadion: Beatrixstraat, Breda Toeschouwers: 10.000 Scheidsrechter: Ad Boogaerts |
|                  |                   |       |     |                                                                                 |

|                  |                  |       |                     |                                                                                      |
| 1 september 1968 | Fortuna SC       | 1 – 1 | N.E.C.              | Stadion: Mauritsstadion, Geleen Toeschouwers: 11.000 Scheidsrechter: Joop Bentvelzen |
| 1 september 1968 | John Gubbels 85' |       | 75' Lambert Verdonk | Stadion: Mauritsstadion, Geleen Toeschouwers: 11.000 Scheidsrechter: Joop Bentvelzen |
| 1 september 1968 |                  |       |                     | Stadion: Mauritsstadion, Geleen Toeschouwers: 11.000 Scheidsrechter: Joop Bentvelzen |
| 1 september 1968 |                  |       |                     | Stadion: Mauritsstadion, Geleen Toeschouwers: 11.000 Scheidsrechter: Joop Bentvelzen |
|                  |                  |       |                     |                                                                                      |

|                  |                     |       |          |                                                                                        |
| 1 september 1968 | Go Ahead            | 1 – 0 | Volendam | Stadion: Vetkampstraat, Deventer Toeschouwers: 17.000 Scheidsrechter: Gerard Klaassens |
| 1 september 1968 | Wietse Veenstra 79' |       |          | Stadion: Vetkampstraat, Deventer Toeschouwers: 17.000 Scheidsrechter: Gerard Klaassens |
| 1 september 1968 |                     |       |          | Stadion: Vetkampstraat, Deventer Toeschouwers: 17.000 Scheidsrechter: Gerard Klaassens |
| 1 september 1968 |                     |       |          | Stadion: Vetkampstraat, Deventer Toeschouwers: 17.000 Scheidsrechter: Gerard Klaassens |
|                  |                     |       |          |                                                                                        |

|                  |                |       |               |                                                                                 |
| 1 september 1968 | GVAV           | 1 – 0 | Holland Sport | Stadion: Oosterpark, Groningen Toeschouwers: 10.000 Scheidsrechter: Henk Pijper |
| 1 september 1968 | Frans Guns 87' |       |               | Stadion: Oosterpark, Groningen Toeschouwers: 10.000 Scheidsrechter: Henk Pijper |
| 1 september 1968 |                |       |               | Stadion: Oosterpark, Groningen Toeschouwers: 10.000 Scheidsrechter: Henk Pijper |
| 1 september 1968 |                |       |               | Stadion: Oosterpark, Groningen Toeschouwers: 10.000 Scheidsrechter: Henk Pijper |
|                  |                |       |               |                                                                                 |

|                  |     |                                     |            |                                                                                          |
| 1 september 1968 | PSV | 0 – 3                               | Feijenoord | Stadion: Philips Stadion, Eindhoven Toeschouwers: 18.000 Scheidsrechter: Janus Aalbrecht |
| 1 september 1968 |     | 20', 28' Ove Kindvall 81' Henk Wery |            | Stadion: Philips Stadion, Eindhoven Toeschouwers: 18.000 Scheidsrechter: Janus Aalbrecht |
| 1 september 1968 |     |                                     |            | Stadion: Philips Stadion, Eindhoven Toeschouwers: 18.000 Scheidsrechter: Janus Aalbrecht |
| 1 september 1968 |     |                                     |            | Stadion: Philips Stadion, Eindhoven Toeschouwers: 18.000 Scheidsrechter: Janus Aalbrecht |
|                  |     |                                     |            |                                                                                          |

## Speelronde 4
|                  |             |       |            |                             |
| 8 september 1968 | Ajax        | 2 – 0 | Fortuna SC | Stadion: De Meer, Amsterdam |
| 8 september 1968 | Goal · Goal |       |            | Stadion: De Meer, Amsterdam |
| 8 september 1968 |             |       |            | Stadion: De Meer, Amsterdam |
| 8 september 1968 |             |       |            | Stadion: De Meer, Amsterdam |
|                  |             |       |            |                             |

|                  |             |       |        |                                        |
| 8 september 1968 | Feijenoord  | 2 – 0 | AZ '67 | Stadion: Stadion Feijenoord, Rotterdam |
| 8 september 1968 | Goal · Goal |       |        | Stadion: Stadion Feijenoord, Rotterdam |
| 8 september 1968 |             |       |        | Stadion: Stadion Feijenoord, Rotterdam |
| 8 september 1968 |             |       |        | Stadion: Stadion Feijenoord, Rotterdam |
|                  |             |       |        |                                        |

|                  |                     |       |          |                                                                                    |
| 8 september 1968 | Holland Sport       | 1 – 0 | Go Ahead | Stadion: Houtrust, Den Haag Toeschouwers: 16.000 Scheidsrechter: Henk van der Veer |
| 8 september 1968 | Sjaak Roggeveen 76' |       |          | Stadion: Houtrust, Den Haag Toeschouwers: 16.000 Scheidsrechter: Henk van der Veer |
| 8 september 1968 |                     |       |          | Stadion: Houtrust, Den Haag Toeschouwers: 16.000 Scheidsrechter: Henk van der Veer |
| 8 september 1968 |                     |       |          | Stadion: Houtrust, Den Haag Toeschouwers: 16.000 Scheidsrechter: Henk van der Veer |
|                  |                     |       |          |                                                                                    |

|                  |     |                    |        |                               |
| 8 september 1968 | DOS | 0 – 3              | Sparta | Stadion: Galgenwaard, Utrecht |
| 8 september 1968 |     | Goal · Goal · Goal |        | Stadion: Galgenwaard, Utrecht |
| 8 september 1968 |     |                    |        | Stadion: Galgenwaard, Utrecht |
| 8 september 1968 |     |                    |        | Stadion: Galgenwaard, Utrecht |
|                  |     |                    |        |                               |

|                  |             |       |     |                                |
| 8 september 1968 | FC Twente   | 2 – 0 | ADO | Stadion: Het Diekman, Enschede |
| 8 september 1968 | Goal · Goal |       |     | Stadion: Het Diekman, Enschede |
| 8 september 1968 |             |       |     | Stadion: Het Diekman, Enschede |
| 8 september 1968 |             |       |     | Stadion: Het Diekman, Enschede |
|                  |             |       |     |                                |

|                  |             |       |                           |                                  |
| 8 september 1968 | MVV         | 2 – 4 | PSV                       | Stadion: De Geusselt, Maastricht |
| 8 september 1968 | Goal · Goal |       | Goal · Goal · Goal · Goal | Stadion: De Geusselt, Maastricht |
| 8 september 1968 |             |       |                           | Stadion: De Geusselt, Maastricht |
| 8 september 1968 |             |       |                           | Stadion: De Geusselt, Maastricht |
|                  |             |       |                           |                                  |

|                  |             |       |      |                                   |
| 8 september 1968 | N.E.C.      | 2 – 1 | DWS  | Stadion: Goffertstadion, Nijmegen |
| 8 september 1968 | Goal · Goal |       | Goal | Stadion: Goffertstadion, Nijmegen |
| 8 september 1968 |             |       |      | Stadion: Goffertstadion, Nijmegen |
| 8 september 1968 |             |       |      | Stadion: Goffertstadion, Nijmegen |
|                  |             |       |      |                                   |

|                  |               |       |                             |                                                                                |
| 8 september 1968 | Telstar       | 1 – 1 | GVAV                        | Stadion: Schoonenberg, Velsen Toeschouwers: 8.000 Scheidsrechter: Henk Klopper |
| 8 september 1968 | Dick Beek 40' |       | 29' (pen.) Ferry Pettersson | Stadion: Schoonenberg, Velsen Toeschouwers: 8.000 Scheidsrechter: Henk Klopper |
| 8 september 1968 |               |       |                             | Stadion: Schoonenberg, Velsen Toeschouwers: 8.000 Scheidsrechter: Henk Klopper |
| 8 september 1968 |               |       |                             | Stadion: Schoonenberg, Velsen Toeschouwers: 8.000 Scheidsrechter: Henk Klopper |
|                  |               |       |                             |                                                                                |

|                  |          |       |     |                                                                                     |
| 8 september 1968 | Volendam | 0 – 0 | NAC | Stadion: Julianaweg, Volendam Toeschouwers: 5.000 Scheidsrechter: Ben Hoppenbrouwer |
| 8 september 1968 |          |       |     | Stadion: Julianaweg, Volendam Toeschouwers: 5.000 Scheidsrechter: Ben Hoppenbrouwer |
| 8 september 1968 |          |       |     | Stadion: Julianaweg, Volendam Toeschouwers: 5.000 Scheidsrechter: Ben Hoppenbrouwer |
| 8 september 1968 |          |       |     | Stadion: Julianaweg, Volendam Toeschouwers: 5.000 Scheidsrechter: Ben Hoppenbrouwer |
|                  |          |       |     |                                                                                     |

## Speelronde 5
|                   |             |       |        |                             |
| 22 september 1968 | Ajax        | 2 – 1 | N.E.C. | Stadion: De Meer, Amsterdam |
| 22 september 1968 | Goal · Goal |       | Goal   | Stadion: De Meer, Amsterdam |
| 22 september 1968 |             |       |        | Stadion: De Meer, Amsterdam |
| 22 september 1968 |             |       |        | Stadion: De Meer, Amsterdam |
|                   |             |       |        |                             |

|                   |                           |       |      |                                  |
| 22 september 1968 | AZ '67                    | 4 – 1 | MVV  | Stadion: Alkmaarderhout, Alkmaar |
| 22 september 1968 | Goal · Goal · Goal · Goal |       | Goal | Stadion: Alkmaarderhout, Alkmaar |
| 22 september 1968 |                           |       |      | Stadion: Alkmaarderhout, Alkmaar |
| 22 september 1968 |                           |       |      | Stadion: Alkmaarderhout, Alkmaar |
|                   |                           |       |      |                                  |

|                   |                   |       |              |                                                                                  |
| 22 september 1968 | Sparta            | 1 – 1 | Volendam     | Stadion: Het Kasteel, Rotterdam Toeschouwers: 10.000 Scheidsrechter: Wim Schalks |
| 22 september 1968 | Nol Heijerman 22' |       | 88' Wim Kras | Stadion: Het Kasteel, Rotterdam Toeschouwers: 10.000 Scheidsrechter: Wim Schalks |
| 22 september 1968 |                   |       |              | Stadion: Het Kasteel, Rotterdam Toeschouwers: 10.000 Scheidsrechter: Wim Schalks |
| 22 september 1968 |                   |       |              | Stadion: Het Kasteel, Rotterdam Toeschouwers: 10.000 Scheidsrechter: Wim Schalks |
|                   |                   |       |              |                                                                                  |

|                   |                                 |       |                                             |                                                                                        |
| 22 september 1968 | ADO                             | 2 – 3 | Feijenoord                                  | Stadion: Zuiderparkstadion, Den Haag Toeschouwers: 28.500 Scheidsrechter: Jef Dorpmans |
| 22 september 1968 | Kees Aarts 37' Aad Mansveld 75' |       | 8', 32' Willem van Hanegem 25' Ove Kindvall | Stadion: Zuiderparkstadion, Den Haag Toeschouwers: 28.500 Scheidsrechter: Jef Dorpmans |
| 22 september 1968 |                                 |       |                                             | Stadion: Zuiderparkstadion, Den Haag Toeschouwers: 28.500 Scheidsrechter: Jef Dorpmans |
| 22 september 1968 |                                 |       |                                             | Stadion: Zuiderparkstadion, Den Haag Toeschouwers: 28.500 Scheidsrechter: Jef Dorpmans |
|                   |                                 |       |                                             |                                                                                        |

|                   |                    |       |         |                                  |
| 22 september 1968 | Go Ahead           | 3 – 0 | Telstar | Stadion: Vetkampstraat, Deventer |
| 22 september 1968 | Goal · Goal · Goal |       |         | Stadion: Vetkampstraat, Deventer |
| 22 september 1968 |                    |       |         | Stadion: Vetkampstraat, Deventer |
| 22 september 1968 |                    |       |         | Stadion: Vetkampstraat, Deventer |
|                   |                    |       |         |                                  |

|                   |             |       |                           |                                |
| 22 september 1968 | GVAV        | 2 – 4 | FC Twente                 | Stadion: Oosterpark, Groningen |
| 22 september 1968 | Goal · Goal |       | Goal · Goal · Goal · Goal | Stadion: Oosterpark, Groningen |
| 22 september 1968 |             |       |                           | Stadion: Oosterpark, Groningen |
| 22 september 1968 |             |       |                           | Stadion: Oosterpark, Groningen |
|                   |             |       |                           |                                |

|                   |             |       |               |                               |
| 22 september 1968 | NAC         | 2 – 0 | Holland Sport | Stadion: Beatrixstraat, Breda |
| 22 september 1968 | Goal · Goal |       |               | Stadion: Beatrixstraat, Breda |
| 22 september 1968 |             |       |               | Stadion: Beatrixstraat, Breda |
| 22 september 1968 |             |       |               | Stadion: Beatrixstraat, Breda |
|                   |             |       |               |                               |

|                   |             |       |      |                                     |
| 22 september 1968 | PSV         | 2 – 1 | DWS  | Stadion: Philips Stadion, Eindhoven |
| 22 september 1968 | Goal · Goal |       | Goal | Stadion: Philips Stadion, Eindhoven |
| 22 september 1968 |             |       |      | Stadion: Philips Stadion, Eindhoven |
| 22 september 1968 |             |       |      | Stadion: Philips Stadion, Eindhoven |
|                   |             |       |      |                                     |

|                   |            |       |                    |                                 |
| 22 september 1968 | Fortuna SC | 1 – 3 | DOS                | Stadion: Mauritsstadion, Geleen |
| 22 september 1968 | Goal       |       | Goal · Goal · Goal | Stadion: Mauritsstadion, Geleen |
| 22 september 1968 |            |       |                    | Stadion: Mauritsstadion, Geleen |
| 22 september 1968 |            |       |                    | Stadion: Mauritsstadion, Geleen |
|                   |            |       |                    |                                 |

## Speelronde 6
|                   |                       |       |                    |                                                                                 |
| 25 september 1968 | DOS                   | 1 – 1 | Ajax               | Stadion: Galgenwaard, Utrecht Toeschouwers: 24.500 Scheidsrechter: Jef Dorpmans |
| 25 september 1968 | Tonnie Nieuwenhuys 1' |       | 5' Inge Danielsson | Stadion: Galgenwaard, Utrecht Toeschouwers: 24.500 Scheidsrechter: Jef Dorpmans |
| 25 september 1968 |                       |       |                    | Stadion: Galgenwaard, Utrecht Toeschouwers: 24.500 Scheidsrechter: Jef Dorpmans |
| 25 september 1968 |                       |       |                    | Stadion: Galgenwaard, Utrecht Toeschouwers: 24.500 Scheidsrechter: Jef Dorpmans |
|                   |                       |       |                    |                                                                                 |

|                   |             |       |        |                                       |
| 29 september 1968 | DWS         | 2 – 0 | AZ '67 | Stadion: Olympisch Stadion, Amsterdam |
| 29 september 1968 | Goal · Goal |       |        | Stadion: Olympisch Stadion, Amsterdam |
| 29 september 1968 |             |       |        | Stadion: Olympisch Stadion, Amsterdam |
| 29 september 1968 |             |       |        | Stadion: Olympisch Stadion, Amsterdam |
|                   |             |       |        |                                       |

|                   |                    |       |      |                                        |
| 29 september 1968 | Feijenoord         | 3 – 0 | GVAV | Stadion: Stadion Feijenoord, Rotterdam |
| 29 september 1968 | Goal · Goal · Goal |       |      | Stadion: Stadion Feijenoord, Rotterdam |
| 29 september 1968 |                    |       |      | Stadion: Stadion Feijenoord, Rotterdam |
| 29 september 1968 |                    |       |      | Stadion: Stadion Feijenoord, Rotterdam |
|                   |                    |       |      |                                        |

|                   |                     |       |                  |                                                                                  |
| 29 september 1968 | Holland Sport       | 1 – 1 | Sparta           | Stadion: Houtrust, Den Haag Toeschouwers: 12.000 Scheidsrechter: Janus Aalbrecht |
| 29 september 1968 | Sjaak Roggeveen 67' |       | 10' Jan Klijnjan | Stadion: Houtrust, Den Haag Toeschouwers: 12.000 Scheidsrechter: Janus Aalbrecht |
| 29 september 1968 |                     |       |                  | Stadion: Houtrust, Den Haag Toeschouwers: 12.000 Scheidsrechter: Janus Aalbrecht |
| 29 september 1968 |                     |       |                  | Stadion: Houtrust, Den Haag Toeschouwers: 12.000 Scheidsrechter: Janus Aalbrecht |
|                   |                     |       |                  |                                                                                  |

|                   |                           |       |          |                                |
| 29 september 1968 | FC Twente                 | 4 – 1 | Go Ahead | Stadion: Het Diekman, Enschede |
| 29 september 1968 | Goal · Goal · Goal · Goal |       | Goal     | Stadion: Het Diekman, Enschede |
| 29 september 1968 |                           |       |          | Stadion: Het Diekman, Enschede |
| 29 september 1968 |                           |       |          | Stadion: Het Diekman, Enschede |
|                   |                           |       |          |                                |

|                   |      |       |             |                                  |
| 29 september 1968 | MVV  | 1 – 2 | ADO         | Stadion: De Geusselt, Maastricht |
| 29 september 1968 | Goal |       | Goal · Goal | Stadion: De Geusselt, Maastricht |
| 29 september 1968 |      |       |             | Stadion: De Geusselt, Maastricht |
| 29 september 1968 |      |       |             | Stadion: De Geusselt, Maastricht |
|                   |      |       |             |                                  |

|                   |                  |       |                |                                                                                          |
| 29 september 1968 | N.E.C.           | 1 – 1 | PSV            | Stadion: Goffertstadion, Nijmegen Toeschouwers: 15.000 Scheidsrechter: Henk van der Veer |
| 29 september 1968 | Peter Ressel 20' |       | 69' Nico Mares | Stadion: Goffertstadion, Nijmegen Toeschouwers: 15.000 Scheidsrechter: Henk van der Veer |
| 29 september 1968 |                  |       |                | Stadion: Goffertstadion, Nijmegen Toeschouwers: 15.000 Scheidsrechter: Henk van der Veer |
| 29 september 1968 |                  |       |                | Stadion: Goffertstadion, Nijmegen Toeschouwers: 15.000 Scheidsrechter: Henk van der Veer |
|                   |                  |       |                |                                                                                          |

|                   |                     |       |                 |                                                                               |
| 29 september 1968 | Telstar             | 1 – 1 | NAC             | Stadion: Schoonenberg, Velsen Toeschouwers: 6.000 Scheidsrechter: Jan Godding |
| 29 september 1968 | Paul van Egmond 38' |       | 84' Cock Luyten | Stadion: Schoonenberg, Velsen Toeschouwers: 6.000 Scheidsrechter: Jan Godding |
| 29 september 1968 |                     |       |                 | Stadion: Schoonenberg, Velsen Toeschouwers: 6.000 Scheidsrechter: Jan Godding |
| 29 september 1968 |                     |       |                 | Stadion: Schoonenberg, Velsen Toeschouwers: 6.000 Scheidsrechter: Jan Godding |
|                   |                     |       |                 |                                                                               |

|                   |             |       |            |                               |
| 29 september 1968 | Volendam    | 2 – 1 | Fortuna SC | Stadion: Julianaweg, Volendam |
| 29 september 1968 | Goal · Goal |       | Goal       | Stadion: Julianaweg, Volendam |
| 29 september 1968 |             |       |            | Stadion: Julianaweg, Volendam |
| 29 september 1968 |             |       |            | Stadion: Julianaweg, Volendam |
|                   |             |       |            |                               |

## Speelronde 7
|                |             |       |     |                                      |
| 8 oktober 1968 | ADO         | 2 – 0 | DWS | Stadion: Zuiderparkstadion, Den Haag |
| 8 oktober 1968 | Goal · Goal |       |     | Stadion: Zuiderparkstadion, Den Haag |
| 8 oktober 1968 |             |       |     | Stadion: Zuiderparkstadion, Den Haag |
| 8 oktober 1968 |             |       |     | Stadion: Zuiderparkstadion, Den Haag |
|                |             |       |     |                                      |

|                |             |       |          |                             |
| 8 oktober 1968 | Ajax        | 2 – 0 | Volendam | Stadion: De Meer, Amsterdam |
| 8 oktober 1968 | Goal · Goal |       |          | Stadion: De Meer, Amsterdam |
| 8 oktober 1968 |             |       |          | Stadion: De Meer, Amsterdam |
| 8 oktober 1968 |             |       |          | Stadion: De Meer, Amsterdam |
|                |             |       |          |                             |

|                |             |       |     |                                  |
| 8 oktober 1968 | AZ '67      | 2 – 0 | PSV | Stadion: Alkmaarderhout, Alkmaar |
| 8 oktober 1968 | Goal · Goal |       |     | Stadion: Alkmaarderhout, Alkmaar |
| 8 oktober 1968 |             |       |     | Stadion: Alkmaarderhout, Alkmaar |
| 8 oktober 1968 |             |       |     | Stadion: Alkmaarderhout, Alkmaar |
|                |             |       |     |                                  |

|                |             |       |         |                                 |
| 8 oktober 1968 | Sparta      | 2 – 0 | Telstar | Stadion: Het Kasteel, Rotterdam |
| 8 oktober 1968 | Goal · Goal |       |         | Stadion: Het Kasteel, Rotterdam |
| 8 oktober 1968 |             |       |         | Stadion: Het Kasteel, Rotterdam |
| 8 oktober 1968 |             |       |         | Stadion: Het Kasteel, Rotterdam |
|                |             |       |         |                                 |

|                |            |       |               |                                                                                   |
| 8 oktober 1968 | Fortuna SC | 0 – 0 | Holland Sport | Stadion: Mauritsstadion, Geleen Toeschouwers: 6.000 Scheidsrechter: Joop Vervoort |
| 8 oktober 1968 |            |       |               | Stadion: Mauritsstadion, Geleen Toeschouwers: 6.000 Scheidsrechter: Joop Vervoort |
| 8 oktober 1968 |            |       |               | Stadion: Mauritsstadion, Geleen Toeschouwers: 6.000 Scheidsrechter: Joop Vervoort |
| 8 oktober 1968 |            |       |               | Stadion: Mauritsstadion, Geleen Toeschouwers: 6.000 Scheidsrechter: Joop Vervoort |
|                |            |       |               |                                                                                   |

|                |                    |       |            |                                  |
| 8 oktober 1968 | Go Ahead           | 3 – 1 | Feijenoord | Stadion: Vetkampstraat, Deventer |
| 8 oktober 1968 | Goal · Goal · Goal |       | Goal       | Stadion: Vetkampstraat, Deventer |
| 8 oktober 1968 |                    |       |            | Stadion: Vetkampstraat, Deventer |
| 8 oktober 1968 |                    |       |            | Stadion: Vetkampstraat, Deventer |
|                |                    |       |            |                                  |

|                |                    |       |     |                                |
| 8 oktober 1968 | GVAV               | 3 – 0 | MVV | Stadion: Oosterpark, Groningen |
| 8 oktober 1968 | Goal · Goal · Goal |       |     | Stadion: Oosterpark, Groningen |
| 8 oktober 1968 |                    |       |     | Stadion: Oosterpark, Groningen |
| 8 oktober 1968 |                    |       |     | Stadion: Oosterpark, Groningen |
|                |                    |       |     |                                |

|                |     |       |           |                                                                                   |
| 8 oktober 1968 | NAC | 0 – 0 | FC Twente | Stadion: Beatrixstraat, Breda Toeschouwers: 18.000 Scheidsrechter: Lau van Ravens |
| 8 oktober 1968 |     |       |           | Stadion: Beatrixstraat, Breda Toeschouwers: 18.000 Scheidsrechter: Lau van Ravens |
| 8 oktober 1968 |     |       |           | Stadion: Beatrixstraat, Breda Toeschouwers: 18.000 Scheidsrechter: Lau van Ravens |
| 8 oktober 1968 |     |       |           | Stadion: Beatrixstraat, Breda Toeschouwers: 18.000 Scheidsrechter: Lau van Ravens |
|                |     |       |           |                                                                                   |

|                |     |       |        |                                                                            |
| 8 oktober 1968 | DOS | 0 – 0 | N.E.C. | Stadion: Galgenwaard, Utrecht Toeschouwers: 12.500 Scheidsrechter: Ton Bom |
| 8 oktober 1968 |     |       |        | Stadion: Galgenwaard, Utrecht Toeschouwers: 12.500 Scheidsrechter: Ton Bom |
| 8 oktober 1968 |     |       |        | Stadion: Galgenwaard, Utrecht Toeschouwers: 12.500 Scheidsrechter: Ton Bom |
| 8 oktober 1968 |     |       |        | Stadion: Galgenwaard, Utrecht Toeschouwers: 12.500 Scheidsrechter: Ton Bom |
|                |     |       |        |                                                                            |

## Speelronde 8
|                 |             |       |      |                                       |
| 13 oktober 1968 | DWS         | 2 – 0 | GVAV | Stadion: Olympisch Stadion, Amsterdam |
| 13 oktober 1968 | Goal · Goal |       |      | Stadion: Olympisch Stadion, Amsterdam |
| 13 oktober 1968 |             |       |      | Stadion: Olympisch Stadion, Amsterdam |
| 13 oktober 1968 |             |       |      | Stadion: Olympisch Stadion, Amsterdam |
|                 |             |       |      |                                       |

|                 |             |       |      |                                        |
| 13 oktober 1968 | Feijenoord  | 2 – 1 | NAC  | Stadion: Stadion Feijenoord, Rotterdam |
| 13 oktober 1968 | Goal · Goal |       | Goal | Stadion: Stadion Feijenoord, Rotterdam |
| 13 oktober 1968 |             |       |      | Stadion: Stadion Feijenoord, Rotterdam |
| 13 oktober 1968 |             |       |      | Stadion: Stadion Feijenoord, Rotterdam |
|                 |             |       |      |                                        |

|                 |               |                    |      |                             |
| 13 oktober 1968 | Holland Sport | 0 – 3              | Ajax | Stadion: Houtrust, Den Haag |
| 13 oktober 1968 |               | Goal · Goal · Goal |      | Stadion: Houtrust, Den Haag |
| 13 oktober 1968 |               |                    |      | Stadion: Houtrust, Den Haag |
| 13 oktober 1968 |               |                    |      | Stadion: Houtrust, Den Haag |
|                 |               |                    |      |                             |

|                 |             |       |        |                                |
| 13 oktober 1968 | FC Twente   | 2 – 1 | Sparta | Stadion: Het Diekman, Enschede |
| 13 oktober 1968 | Goal · Goal |       | Goal   | Stadion: Het Diekman, Enschede |
| 13 oktober 1968 |             |       |        | Stadion: Het Diekman, Enschede |
| 13 oktober 1968 |             |       |        | Stadion: Het Diekman, Enschede |
|                 |             |       |        |                                |

|                 |     |             |          |                                  |
| 13 oktober 1968 | MVV | 0 – 2       | Go Ahead | Stadion: De Geusselt, Maastricht |
| 13 oktober 1968 |     | Goal · Goal |          | Stadion: De Geusselt, Maastricht |
| 13 oktober 1968 |     |             |          | Stadion: De Geusselt, Maastricht |
| 13 oktober 1968 |     |             |          | Stadion: De Geusselt, Maastricht |
|                 |     |             |          |                                  |

|                 |                   |       |               |                                                                                          |
| 13 oktober 1968 | N.E.C.            | 1 – 1 | AZ '67        | Stadion: Goffertstadion, Nijmegen Toeschouwers: 21.000 Scheidsrechter: Ben Hoppenbrouwer |
| 13 oktober 1968 | Chris Geutjes 44' |       | 75' Siem Tijm | Stadion: Goffertstadion, Nijmegen Toeschouwers: 21.000 Scheidsrechter: Ben Hoppenbrouwer |
| 13 oktober 1968 |                   |       |               | Stadion: Goffertstadion, Nijmegen Toeschouwers: 21.000 Scheidsrechter: Ben Hoppenbrouwer |
| 13 oktober 1968 |                   |       |               | Stadion: Goffertstadion, Nijmegen Toeschouwers: 21.000 Scheidsrechter: Ben Hoppenbrouwer |
|                 |                   |       |               |                                                                                          |

|                 |             |       |     |                                     |
| 13 oktober 1968 | PSV         | 2 – 0 | ADO | Stadion: Philips Stadion, Eindhoven |
| 13 oktober 1968 | Goal · Goal |       |     | Stadion: Philips Stadion, Eindhoven |
| 13 oktober 1968 |             |       |     | Stadion: Philips Stadion, Eindhoven |
| 13 oktober 1968 |             |       |     | Stadion: Philips Stadion, Eindhoven |
|                 |             |       |     |                                     |

|                 |                    |       |            |                               |
| 13 oktober 1968 | Telstar            | 3 – 1 | Fortuna SC | Stadion: Schoonenberg, Velsen |
| 13 oktober 1968 | Goal · Goal · Goal |       | Goal       | Stadion: Schoonenberg, Velsen |
| 13 oktober 1968 |                    |       |            | Stadion: Schoonenberg, Velsen |
| 13 oktober 1968 |                    |       |            | Stadion: Schoonenberg, Velsen |
|                 |                    |       |            |                               |

|                 |                    |       |      |                               |
| 13 oktober 1968 | Volendam           | 3 – 1 | DOS  | Stadion: Julianaweg, Volendam |
| 13 oktober 1968 | Goal · Goal · Goal |       | Goal | Stadion: Julianaweg, Volendam |
| 13 oktober 1968 |                    |       |      | Stadion: Julianaweg, Volendam |
| 13 oktober 1968 |                    |       |      | Stadion: Julianaweg, Volendam |
|                 |                    |       |      |                               |

## Speelronde 9
|                 |             |       |        |                                      |
| 20 oktober 1968 | ADO         | 2 – 0 | AZ '67 | Stadion: Zuiderparkstadion, Den Haag |
| 20 oktober 1968 | Goal · Goal |       |        | Stadion: Zuiderparkstadion, Den Haag |
| 20 oktober 1968 |             |       |        | Stadion: Zuiderparkstadion, Den Haag |
| 20 oktober 1968 |             |       |        | Stadion: Zuiderparkstadion, Den Haag |
|                 |             |       |        |                                      |

|                 | |       |                      |                                                                              |
| 20 oktober 1968 | Ajax | 9 – 2 | Telstar              | Stadion: De Meer, Amsterdam Toeschouwers: 19.000 Scheidsrechter: Wim Schalks |
| 20 oktober 1968 | Gerrie Mühren 2' Johan Cruijff 21', 51', 77' Theo van Duivenbode 49' Klaas Nuninga 54', 72' Henk Groot 60' Sjaak Swart 75' |       | 48', 67' Ger Clement | Stadion: De Meer, Amsterdam Toeschouwers: 19.000 Scheidsrechter: Wim Schalks |
| 20 oktober 1968 | |       |                      | Stadion: De Meer, Amsterdam Toeschouwers: 19.000 Scheidsrechter: Wim Schalks |
| 20 oktober 1968 | |       |                      | Stadion: De Meer, Amsterdam Toeschouwers: 19.000 Scheidsrechter: Wim Schalks |
|                 | |       |                      |                                                                              |

|                 |        |                 |            |                                                                                   |
| 20 oktober 1968 | Sparta | 0 – 1           | Feijenoord | Stadion: Het Kasteel, Rotterdam Toeschouwers: 32.000 Scheidsrechter: Ad Boogaerts |
| 20 oktober 1968 |        | 6' Piet Romeijn |            | Stadion: Het Kasteel, Rotterdam Toeschouwers: 32.000 Scheidsrechter: Ad Boogaerts |
| 20 oktober 1968 |        |                 |            | Stadion: Het Kasteel, Rotterdam Toeschouwers: 32.000 Scheidsrechter: Ad Boogaerts |
| 20 oktober 1968 |        |                 |            | Stadion: Het Kasteel, Rotterdam Toeschouwers: 32.000 Scheidsrechter: Ad Boogaerts |
|                 |        |                 |            |                                                                                   |

|                 |            |       |                           |                                 |
| 20 oktober 1968 | Fortuna SC | 1 – 4 | FC Twente                 | Stadion: Mauritsstadion, Geleen |
| 20 oktober 1968 | Goal       |       | Goal · Goal · Goal · Goal | Stadion: Mauritsstadion, Geleen |
| 20 oktober 1968 |            |       |                           | Stadion: Mauritsstadion, Geleen |
| 20 oktober 1968 |            |       |                           | Stadion: Mauritsstadion, Geleen |
|                 |            |       |                           |                                 |

|                 |             |       |      |                                  |
| 20 oktober 1968 | Go Ahead    | 2 – 1 | DWS  | Stadion: Vetkampstraat, Deventer |
| 20 oktober 1968 | Goal · Goal |       | Goal | Stadion: Vetkampstraat, Deventer |
| 20 oktober 1968 |             |       |      | Stadion: Vetkampstraat, Deventer |
| 20 oktober 1968 |             |       |      | Stadion: Vetkampstraat, Deventer |
|                 |             |       |      |                                  |

|                 |                    |       |     |                                |
| 20 oktober 1968 | GVAV               | 3 – 0 | PSV | Stadion: Oosterpark, Groningen |
| 20 oktober 1968 | Goal · Goal · Goal |       |     | Stadion: Oosterpark, Groningen |
| 20 oktober 1968 |                    |       |     | Stadion: Oosterpark, Groningen |
| 20 oktober 1968 |                    |       |     | Stadion: Oosterpark, Groningen |
|                 |                    |       |     |                                |

|                 |     |       |     |                                                                                 |
| 20 oktober 1968 | NAC | 0 – 0 | MVV | Stadion: Beatrixstraat, Breda Toeschouwers: 10.000 Scheidsrechter: Jef Dorpmans |
| 20 oktober 1968 |     |       |     | Stadion: Beatrixstraat, Breda Toeschouwers: 10.000 Scheidsrechter: Jef Dorpmans |
| 20 oktober 1968 |     |       |     | Stadion: Beatrixstraat, Breda Toeschouwers: 10.000 Scheidsrechter: Jef Dorpmans |
| 20 oktober 1968 |     |       |     | Stadion: Beatrixstraat, Breda Toeschouwers: 10.000 Scheidsrechter: Jef Dorpmans |
|                 |     |       |     |                                                                                 |

|                 |          |       |        |                                                                                 |
| 20 oktober 1968 | Volendam | 0 – 0 | N.E.C. | Stadion: Julianaweg, Volendam Toeschouwers: 6.000 Scheidsrechter: Joop Vervoort |
| 20 oktober 1968 |          |       |        | Stadion: Julianaweg, Volendam Toeschouwers: 6.000 Scheidsrechter: Joop Vervoort |
| 20 oktober 1968 |          |       |        | Stadion: Julianaweg, Volendam Toeschouwers: 6.000 Scheidsrechter: Joop Vervoort |
| 20 oktober 1968 |          |       |        | Stadion: Julianaweg, Volendam Toeschouwers: 6.000 Scheidsrechter: Joop Vervoort |
|                 |          |       |        |                                                                                 |

|                 |                           |       |               |                               |
| 20 oktober 1968 | DOS                       | 4 – 1 | Holland Sport | Stadion: Galgenwaard, Utrecht |
| 20 oktober 1968 | Goal · Goal · Goal · Goal |       | Goal          | Stadion: Galgenwaard, Utrecht |
| 20 oktober 1968 |                           |       |               | Stadion: Galgenwaard, Utrecht |
| 20 oktober 1968 |                           |       |               | Stadion: Galgenwaard, Utrecht |
|                 |                           |       |               |                               |

## Speelronde 10
|                 |                  |       |                |                                                                              |
| 3 november 1968 | AZ '67           | 1 – 1 | GVAV           | Stadion: Alkmaarderhout, Alkmaar Toeschouwers: 9.000 Scheidsrechter: Ton Bom |
| 3 november 1968 | Jan van Veen 29' |       | 15' Wim Visser | Stadion: Alkmaarderhout, Alkmaar Toeschouwers: 9.000 Scheidsrechter: Ton Bom |
| 3 november 1968 |                  |       |                | Stadion: Alkmaarderhout, Alkmaar Toeschouwers: 9.000 Scheidsrechter: Ton Bom |
| 3 november 1968 |                  |       |                | Stadion: Alkmaarderhout, Alkmaar Toeschouwers: 9.000 Scheidsrechter: Ton Bom |
|                 |                  |       |                |                                                                              |

|                 |             |       |     |                                       |
| 3 november 1968 | DWS         | 2 – 0 | NAC | Stadion: Olympisch Stadion, Amsterdam |
| 3 november 1968 | Goal · Goal |       |     | Stadion: Olympisch Stadion, Amsterdam |
| 3 november 1968 |             |       |     | Stadion: Olympisch Stadion, Amsterdam |
| 3 november 1968 |             |       |     | Stadion: Olympisch Stadion, Amsterdam |
|                 |             |       |     |                                       |

|                 |                                  |       |            |                                        |
| 3 november 1968 | Feijenoord                       | 5 – 0 | Fortuna SC | Stadion: Stadion Feijenoord, Rotterdam |
| 3 november 1968 | Goal · Goal · Goal · Goal · Goal |       |            | Stadion: Stadion Feijenoord, Rotterdam |
| 3 november 1968 |                                  |       |            | Stadion: Stadion Feijenoord, Rotterdam |
| 3 november 1968 |                                  |       |            | Stadion: Stadion Feijenoord, Rotterdam |
|                 |                                  |       |            |                                        |

|                 |             |       |      |                                |
| 3 november 1968 | FC Twente   | 2 – 1 | Ajax | Stadion: Het Diekman, Enschede |
| 3 november 1968 | Goal · Goal |       | Goal | Stadion: Het Diekman, Enschede |
| 3 november 1968 |             |       |      | Stadion: Het Diekman, Enschede |
| 3 november 1968 |             |       |      | Stadion: Het Diekman, Enschede |
|                 |             |       |      |                                |

|                 |                                  |       |          |                             |
| 3 november 1968 | Holland Sport                    | 5 – 1 | Volendam | Stadion: Houtrust, Den Haag |
| 3 november 1968 | Goal · Goal · Goal · Goal · Goal |       | Goal     | Stadion: Houtrust, Den Haag |
| 3 november 1968 |                                  |       |          | Stadion: Houtrust, Den Haag |
| 3 november 1968 |                                  |       |          | Stadion: Houtrust, Den Haag |
|                 |                                  |       |          |                             |

|                 |     |       |        |                                                                                  |
| 3 november 1968 | MVV | 0 – 0 | Sparta | Stadion: De Geusselt, Maastricht Toeschouwers: 5.200 Scheidsrechter: Frans Derks |
| 3 november 1968 |     |       |        | Stadion: De Geusselt, Maastricht Toeschouwers: 5.200 Scheidsrechter: Frans Derks |
| 3 november 1968 |     |       |        | Stadion: De Geusselt, Maastricht Toeschouwers: 5.200 Scheidsrechter: Frans Derks |
| 3 november 1968 |     |       |        | Stadion: De Geusselt, Maastricht Toeschouwers: 5.200 Scheidsrechter: Frans Derks |
|                 |     |       |        |                                                                                  |

|                 |        |                      |     |                                                                                        |
| 3 november 1968 | N.E.C. | 0 – 1                | ADO | Stadion: Goffertstadion, Nijmegen Toeschouwers: 14.000 Scheidsrechter: Arie van Gemert |
| 3 november 1968 |        | 50' Siem van der Ham |     | Stadion: Goffertstadion, Nijmegen Toeschouwers: 14.000 Scheidsrechter: Arie van Gemert |
| 3 november 1968 |        |                      |     | Stadion: Goffertstadion, Nijmegen Toeschouwers: 14.000 Scheidsrechter: Arie van Gemert |
| 3 november 1968 |        |                      |     | Stadion: Goffertstadion, Nijmegen Toeschouwers: 14.000 Scheidsrechter: Arie van Gemert |
|                 |        |                      |     |                                                                                        |

|                 |     |                  |          |                                                                                       |
| 3 november 1968 | PSV | 0 – 1            | Go Ahead | Stadion: Philips Stadion, Eindhoven Toeschouwers: 11.000 Scheidsrechter: Ad Boogaerts |
| 3 november 1968 |     | 71' Oeki Hoekema |          | Stadion: Philips Stadion, Eindhoven Toeschouwers: 11.000 Scheidsrechter: Ad Boogaerts |
| 3 november 1968 |     |                  |          | Stadion: Philips Stadion, Eindhoven Toeschouwers: 11.000 Scheidsrechter: Ad Boogaerts |
| 3 november 1968 |     |                  |          | Stadion: Philips Stadion, Eindhoven Toeschouwers: 11.000 Scheidsrechter: Ad Boogaerts |
|                 |     |                  |          |                                                                                       |

|                 |             |       |      |                               |
| 3 november 1968 | Telstar     | 2 – 1 | DOS  | Stadion: Schoonenberg, Velsen |
| 3 november 1968 | Goal · Goal |       | Goal | Stadion: Schoonenberg, Velsen |
| 3 november 1968 |             |       |      | Stadion: Schoonenberg, Velsen |
| 3 november 1968 |             |       |      | Stadion: Schoonenberg, Velsen |
|                 |             |       |      |                               |

## Speelronde 11
|                  |                     |       |        |                                                                                   |
| 17 november 1968 | Holland Sport       | 1 – 0 | N.E.C. | Stadion: Houtrust, Den Haag Toeschouwers: 8.500 Scheidsrechter: Henk van der Veer |
| 17 november 1968 | Sjaak Roggeveen 72' |       |        | Stadion: Houtrust, Den Haag Toeschouwers: 8.500 Scheidsrechter: Henk van der Veer |
| 17 november 1968 |                     |       |        | Stadion: Houtrust, Den Haag Toeschouwers: 8.500 Scheidsrechter: Henk van der Veer |
| 17 november 1968 |                     |       |        | Stadion: Houtrust, Den Haag Toeschouwers: 8.500 Scheidsrechter: Henk van der Veer |
|                  |                     |       |        |                                                                                   |

|                  |                    |       |     |                                 |
| 17 november 1968 | Sparta             | 3 – 0 | DWS | Stadion: Het Kasteel, Rotterdam |
| 17 november 1968 | Goal · Goal · Goal |       |     | Stadion: Het Kasteel, Rotterdam |
| 17 november 1968 |                    |       |     | Stadion: Het Kasteel, Rotterdam |
| 17 november 1968 |                    |       |     | Stadion: Het Kasteel, Rotterdam |
|                  |                    |       |     |                                 |

|                  |            |       |     |                                                                                  |
| 17 november 1968 | Fortuna SC | 0 – 0 | MVV | Stadion: Mauritsstadion, Geleen Toeschouwers: 10.000 Scheidsrechter: Wim Schalks |
| 17 november 1968 |            |       |     | Stadion: Mauritsstadion, Geleen Toeschouwers: 10.000 Scheidsrechter: Wim Schalks |
| 17 november 1968 |            |       |     | Stadion: Mauritsstadion, Geleen Toeschouwers: 10.000 Scheidsrechter: Wim Schalks |
| 17 november 1968 |            |       |     | Stadion: Mauritsstadion, Geleen Toeschouwers: 10.000 Scheidsrechter: Wim Schalks |
|                  |            |       |     |                                                                                  |

|                  |                                  |       |        |                                  |
| 17 november 1968 | Go Ahead                         | 5 – 0 | AZ '67 | Stadion: Vetkampstraat, Deventer |
| 17 november 1968 | Goal · Goal · Goal · Goal · Goal |       |        | Stadion: Vetkampstraat, Deventer |
| 17 november 1968 |                                  |       |        | Stadion: Vetkampstraat, Deventer |
| 17 november 1968 |                                  |       |        | Stadion: Vetkampstraat, Deventer |
|                  |                                  |       |        |                                  |

|                  |                   |       |     |                                                                                 |
| 17 november 1968 | GVAV              | 1 – 0 | ADO | Stadion: Oosterpark, Groningen Toeschouwers: 9.500 Scheidsrechter: Ad Boogaerts |
| 17 november 1968 | Martin Koeman 73' |       |     | Stadion: Oosterpark, Groningen Toeschouwers: 9.500 Scheidsrechter: Ad Boogaerts |
| 17 november 1968 |                   |       |     | Stadion: Oosterpark, Groningen Toeschouwers: 9.500 Scheidsrechter: Ad Boogaerts |
| 17 november 1968 |                   |       |     | Stadion: Oosterpark, Groningen Toeschouwers: 9.500 Scheidsrechter: Ad Boogaerts |
|                  |                   |       |     |                                                                                 |

|                  |             |       |             |                               |
| 17 november 1968 | NAC         | 2 – 2 | PSV         | Stadion: Beatrixstraat, Breda |
| 17 november 1968 | Goal · Goal |       | Goal · Goal | Stadion: Beatrixstraat, Breda |
| 17 november 1968 |             |       |             | Stadion: Beatrixstraat, Breda |
| 17 november 1968 |             |       |             | Stadion: Beatrixstraat, Breda |
|                  |             |       |             |                               |

|                  |              |       |                                    |                                                                                   |
| 17 november 1968 | Volendam     | 1 – 2 | Telstar                            | Stadion: Julianaweg, Volendam Toeschouwers: 8.500 Scheidsrechter: Janus Aalbrecht |
| 17 november 1968 | Jan Bond 20' |       | 43' Tonny Fens 60' Paul van Egmond | Stadion: Julianaweg, Volendam Toeschouwers: 8.500 Scheidsrechter: Janus Aalbrecht |
| 17 november 1968 |              |       |                                    | Stadion: Julianaweg, Volendam Toeschouwers: 8.500 Scheidsrechter: Janus Aalbrecht |
| 17 november 1968 |              |       |                                    | Stadion: Julianaweg, Volendam Toeschouwers: 8.500 Scheidsrechter: Janus Aalbrecht |
|                  |              |       |                                    |                                                                                   |

|                  |     |                                  |           |                               |
| 17 november 1968 | DOS | 0 – 5                            | FC Twente | Stadion: Galgenwaard, Utrecht |
| 17 november 1968 |     | Goal · Goal · Goal · Goal · Goal |           | Stadion: Galgenwaard, Utrecht |
| 17 november 1968 |     |                                  |           | Stadion: Galgenwaard, Utrecht |
| 17 november 1968 |     |                                  |           | Stadion: Galgenwaard, Utrecht |
|                  |     |                                  |           |                               |

|                  |      |               |            |                                                                                 |
| 17 november 1968 | Ajax | 0 – 1         | Feijenoord | Stadion: De Meer, Amsterdam Toeschouwers: 60.500 Scheidsrechter: Lau van Ravens |
| 17 november 1968 |      | 52' Henk Wery |            | Stadion: De Meer, Amsterdam Toeschouwers: 60.500 Scheidsrechter: Lau van Ravens |
| 17 november 1968 |      |               |            | Stadion: De Meer, Amsterdam Toeschouwers: 60.500 Scheidsrechter: Lau van Ravens |
| 17 november 1968 |      |               |            | Stadion: De Meer, Amsterdam Toeschouwers: 60.500 Scheidsrechter: Lau van Ravens |
|                  |      |               |            |                                                                                 |

## Speelronde 12
|                  |             |       |             |                                  |
| 23 november 1968 | MVV         | 2 – 2 | Ajax        | Stadion: De Geusselt, Maastricht |
| 23 november 1968 | Goal · Goal |       | Goal · Goal | Stadion: De Geusselt, Maastricht |
| 23 november 1968 |             |       |             | Stadion: De Geusselt, Maastricht |
| 23 november 1968 |             |       |             | Stadion: De Geusselt, Maastricht |
|                  |             |       |             |                                  |

|                  |                     |       |                  |                                                                                            |
| 24 november 1968 | ADO                 | 1 – 1 | Go Ahead         | Stadion: Zuiderparkstadion, Den Haag Toeschouwers: 14.500 Scheidsrechter: Koen Brouwer jr. |
| 24 november 1968 | Lambert Maassen 55' |       | 49' Oeki Hoekema | Stadion: Zuiderparkstadion, Den Haag Toeschouwers: 14.500 Scheidsrechter: Koen Brouwer jr. |
| 24 november 1968 |                     |       |                  | Stadion: Zuiderparkstadion, Den Haag Toeschouwers: 14.500 Scheidsrechter: Koen Brouwer jr. |
| 24 november 1968 |                     |       |                  | Stadion: Zuiderparkstadion, Den Haag Toeschouwers: 14.500 Scheidsrechter: Koen Brouwer jr. |
|                  |                     |       |                  |                                                                                            |

|                  |             |       |     |                                  |
| 24 november 1968 | AZ '67      | 2 – 0 | NAC | Stadion: Alkmaarderhout, Alkmaar |
| 24 november 1968 | Goal · Goal |       |     | Stadion: Alkmaarderhout, Alkmaar |
| 24 november 1968 |             |       |     | Stadion: Alkmaarderhout, Alkmaar |
| 24 november 1968 |             |       |     | Stadion: Alkmaarderhout, Alkmaar |
|                  |             |       |     |                                  |

|                  |                    |       |            |                                                                                       |
| 24 november 1968 | DWS                | 1 – 0 | Fortuna SC | Stadion: Olympisch Stadion, Amsterdam Toeschouwers: 5.000 Scheidsrechter: Jan Godding |
| 24 november 1968 | Pierre Kusters 62' |       |            | Stadion: Olympisch Stadion, Amsterdam Toeschouwers: 5.000 Scheidsrechter: Jan Godding |
| 24 november 1968 |                    |       |            | Stadion: Olympisch Stadion, Amsterdam Toeschouwers: 5.000 Scheidsrechter: Jan Godding |
| 24 november 1968 |                    |       |            | Stadion: Olympisch Stadion, Amsterdam Toeschouwers: 5.000 Scheidsrechter: Jan Godding |
|                  |                    |       |            |                                                                                       |

|                  |             |       |     |                                        |
| 24 november 1968 | Feijenoord  | 2 – 0 | DOS | Stadion: Stadion Feijenoord, Rotterdam |
| 24 november 1968 | Goal · Goal |       |     | Stadion: Stadion Feijenoord, Rotterdam |
| 24 november 1968 |             |       |     | Stadion: Stadion Feijenoord, Rotterdam |
| 24 november 1968 |             |       |     | Stadion: Stadion Feijenoord, Rotterdam |
|                  |             |       |     |                                        |

|                  |                    |       |          |                                                                                   |
| 24 november 1968 | FC Twente          | 1 – 0 | Volendam | Stadion: Het Diekman, Enschede Toeschouwers: 21.000 Scheidsrechter: Joop Vervoort |
| 24 november 1968 | Theo Pahlplatz 10' |       |          | Stadion: Het Diekman, Enschede Toeschouwers: 21.000 Scheidsrechter: Joop Vervoort |
| 24 november 1968 |                    |       |          | Stadion: Het Diekman, Enschede Toeschouwers: 21.000 Scheidsrechter: Joop Vervoort |
| 24 november 1968 |                    |       |          | Stadion: Het Diekman, Enschede Toeschouwers: 21.000 Scheidsrechter: Joop Vervoort |
|                  |                    |       |          |                                                                                   |

|                  |             |       |      |                                   |
| 24 november 1968 | N.E.C.      | 2 – 0 | GVAV | Stadion: Goffertstadion, Nijmegen |
| 24 november 1968 | Goal · Goal |       |      | Stadion: Goffertstadion, Nijmegen |
| 24 november 1968 |             |       |      | Stadion: Goffertstadion, Nijmegen |
| 24 november 1968 |             |       |      | Stadion: Goffertstadion, Nijmegen |
|                  |             |       |      |                                   |

|                  |                           |       |                   |                                                                                       |
| 24 november 1968 | PSV                       | 1 – 1 | Sparta            | Stadion: Philips Stadion, Eindhoven Toeschouwers: 12.500 Scheidsrechter: Jef Dorpmans |
| 24 november 1968 | Willy van der Kuijlen 49' |       | 69' Nol Heijerman | Stadion: Philips Stadion, Eindhoven Toeschouwers: 12.500 Scheidsrechter: Jef Dorpmans |
| 24 november 1968 |                           |       |                   | Stadion: Philips Stadion, Eindhoven Toeschouwers: 12.500 Scheidsrechter: Jef Dorpmans |
| 24 november 1968 |                           |       |                   | Stadion: Philips Stadion, Eindhoven Toeschouwers: 12.500 Scheidsrechter: Jef Dorpmans |
|                  |                           |       |                   |                                                                                       |

|                  |         |       |                    |                               |
| 24 november 1968 | Telstar | 1 – 3 | Holland Sport      | Stadion: Schoonenberg, Velsen |
| 24 november 1968 | Goal    |       | Goal · Goal · Goal | Stadion: Schoonenberg, Velsen |
| 24 november 1968 |         |       |                    | Stadion: Schoonenberg, Velsen |
| 24 november 1968 |         |       |                    | Stadion: Schoonenberg, Velsen |
|                  |         |       |                    |                               |

## Speelronde 13
|                 |               |       |           |                                                                                 |
| 1 december 1968 | Holland Sport | 0 – 0 | FC Twente | Stadion: Houtrust, Den Haag Toeschouwers: 27.000 Scheidsrechter: Lau van Ravens |
| 1 december 1968 |               |       |           | Stadion: Houtrust, Den Haag Toeschouwers: 27.000 Scheidsrechter: Lau van Ravens |
| 1 december 1968 |               |       |           | Stadion: Houtrust, Den Haag Toeschouwers: 27.000 Scheidsrechter: Lau van Ravens |
| 1 december 1968 |               |       |           | Stadion: Houtrust, Den Haag Toeschouwers: 27.000 Scheidsrechter: Lau van Ravens |
|                 |               |       |           |                                                                                 |

|                 |                    |       |        |                                 |
| 1 december 1968 | Sparta             | 3 – 1 | AZ '67 | Stadion: Het Kasteel, Rotterdam |
| 1 december 1968 | Goal · Goal · Goal |       | Goal   | Stadion: Het Kasteel, Rotterdam |
| 1 december 1968 |                    |       |        | Stadion: Het Kasteel, Rotterdam |
| 1 december 1968 |                    |       |        | Stadion: Het Kasteel, Rotterdam |
|                 |                    |       |        |                                 |

|                 |            |       |                    |                                 |
| 1 december 1968 | Fortuna SC | 1 – 3 | PSV                | Stadion: Mauritsstadion, Geleen |
| 1 december 1968 | Goal       |       | Goal · Goal · Goal | Stadion: Mauritsstadion, Geleen |
| 1 december 1968 |            |       |                    | Stadion: Mauritsstadion, Geleen |
| 1 december 1968 |            |       |                    | Stadion: Mauritsstadion, Geleen |
|                 |            |       |                    |                                 |

|                 |                    |       |      |                                  |
| 1 december 1968 | Go Ahead           | 3 – 0 | GVAV | Stadion: Vetkampstraat, Deventer |
| 1 december 1968 | Goal · Goal · Goal |       |      | Stadion: Vetkampstraat, Deventer |
| 1 december 1968 |                    |       |      | Stadion: Vetkampstraat, Deventer |
| 1 december 1968 |                    |       |      | Stadion: Vetkampstraat, Deventer |
|                 |                    |       |      |                                  |

|                 |     |                  |     |                                                                                    |
| 1 december 1968 | NAC | 0 – 1            | ADO | Stadion: Beatrixstraat, Breda Toeschouwers: 10.000 Scheidsrechter: Janus Aalbrecht |
| 1 december 1968 |     | 37' Aad Mansveld |     | Stadion: Beatrixstraat, Breda Toeschouwers: 10.000 Scheidsrechter: Janus Aalbrecht |
| 1 december 1968 |     |                  |     | Stadion: Beatrixstraat, Breda Toeschouwers: 10.000 Scheidsrechter: Janus Aalbrecht |
| 1 december 1968 |     |                  |     | Stadion: Beatrixstraat, Breda Toeschouwers: 10.000 Scheidsrechter: Janus Aalbrecht |
|                 |     |                  |     |                                                                                    |

|                 |                  |       |        |                                                                                    |
| 1 december 1968 | Telstar          | 1 – 0 | N.E.C. | Stadion: Schoonenberg, Velsen Toeschouwers: 7.000 Scheidsrechter: Gerard Klaassens |
| 1 december 1968 | Monne de Wit 32' |       |        | Stadion: Schoonenberg, Velsen Toeschouwers: 7.000 Scheidsrechter: Gerard Klaassens |
| 1 december 1968 |                  |       |        | Stadion: Schoonenberg, Velsen Toeschouwers: 7.000 Scheidsrechter: Gerard Klaassens |
| 1 december 1968 |                  |       |        | Stadion: Schoonenberg, Velsen Toeschouwers: 7.000 Scheidsrechter: Gerard Klaassens |
|                 |                  |       |        |                                                                                    |

|                 |             |       |                                  |                               |
| 1 december 1968 | Volendam    | 2 – 5 | Feijenoord                       | Stadion: Julianaweg, Volendam |
| 1 december 1968 | Goal · Goal |       | Goal · Goal · Goal · Goal · Goal | Stadion: Julianaweg, Volendam |
| 1 december 1968 |             |       |                                  | Stadion: Julianaweg, Volendam |
| 1 december 1968 |             |       |                                  | Stadion: Julianaweg, Volendam |
|                 |             |       |                                  |                               |

|                 |             |       |             |                               |
| 1 december 1968 | DOS         | 2 – 2 | MVV         | Stadion: Galgenwaard, Utrecht |
| 1 december 1968 | Goal · Goal |       | Goal · Goal | Stadion: Galgenwaard, Utrecht |
| 1 december 1968 |             |       |             | Stadion: Galgenwaard, Utrecht |
| 1 december 1968 |             |       |             | Stadion: Galgenwaard, Utrecht |
|                 |             |       |             |                               |

|                  |                         |       |                |                                                                                         |
| 11 december 1968 | DWS                     | 2 – 1 | Ajax           | Stadion: Olympisch Stadion, Amsterdam Toeschouwers: 23.000 Scheidsrechter: Jef Dorpmans |
| 11 december 1968 | Frans Geurtsen 18', 48' |       | 81' Henk Groot | Stadion: Olympisch Stadion, Amsterdam Toeschouwers: 23.000 Scheidsrechter: Jef Dorpmans |
| 11 december 1968 |                         |       |                | Stadion: Olympisch Stadion, Amsterdam Toeschouwers: 23.000 Scheidsrechter: Jef Dorpmans |
| 11 december 1968 |                         |       |                | Stadion: Olympisch Stadion, Amsterdam Toeschouwers: 23.000 Scheidsrechter: Jef Dorpmans |
|                  |                         |       |                |                                                                                         |

## Speelronde 14
|                 |     |       |        |                                                                                          |
| 8 december 1968 | ADO | 0 – 0 | Sparta | Stadion: Zuiderparkstadion, Den Haag Toeschouwers: 11.000 Scheidsrechter: Lau van Ravens |
| 8 december 1968 |     |       |        | Stadion: Zuiderparkstadion, Den Haag Toeschouwers: 11.000 Scheidsrechter: Lau van Ravens |
| 8 december 1968 |     |       |        | Stadion: Zuiderparkstadion, Den Haag Toeschouwers: 11.000 Scheidsrechter: Lau van Ravens |
| 8 december 1968 |     |       |        | Stadion: Zuiderparkstadion, Den Haag Toeschouwers: 11.000 Scheidsrechter: Lau van Ravens |
|                 |     |       |        |                                                                                          |

|                 |                      |       |                   |                                                                                  |
| 8 december 1968 | AZ '67               | 1 – 1 | Fortuna SC        | Stadion: Alkmaarderhout, Alkmaar Toeschouwers: 6.000 Scheidsrechter: Henk Pijper |
| 8 december 1968 | Hans van Eikeren 48' |       | 41' Louis Dullens | Stadion: Alkmaarderhout, Alkmaar Toeschouwers: 6.000 Scheidsrechter: Henk Pijper |
| 8 december 1968 |                      |       |                   | Stadion: Alkmaarderhout, Alkmaar Toeschouwers: 6.000 Scheidsrechter: Henk Pijper |
| 8 december 1968 |                      |       |                   | Stadion: Alkmaarderhout, Alkmaar Toeschouwers: 6.000 Scheidsrechter: Henk Pijper |
|                 |                      |       |                   |                                                                                  |

|                 |                                         |       |               |                                        |
| 8 december 1968 | Feijenoord                              | 6 – 0 | Holland Sport | Stadion: Stadion Feijenoord, Rotterdam |
| 8 december 1968 | Goal · Goal · Goal · Goal · Goal · Goal |       |               | Stadion: Stadion Feijenoord, Rotterdam |
| 8 december 1968 |                                         |       |               | Stadion: Stadion Feijenoord, Rotterdam |
| 8 december 1968 |                                         |       |               | Stadion: Stadion Feijenoord, Rotterdam |
|                 |                                         |       |               |                                        |

|                 |                     |       |     |                                                                                       |
| 8 december 1968 | DWS                 | 1 – 0 | DOS | Stadion: Olympisch Stadion, Amsterdam Toeschouwers: 4.000 Scheidsrechter: Frans Derks |
| 8 december 1968 | Rob Rensenbrink 28' |       |     | Stadion: Olympisch Stadion, Amsterdam Toeschouwers: 4.000 Scheidsrechter: Frans Derks |
| 8 december 1968 |                     |       |     | Stadion: Olympisch Stadion, Amsterdam Toeschouwers: 4.000 Scheidsrechter: Frans Derks |
| 8 december 1968 |                     |       |     | Stadion: Olympisch Stadion, Amsterdam Toeschouwers: 4.000 Scheidsrechter: Frans Derks |
|                 |                     |       |     |                                                                                       |

|                 |             |       |         |                                |
| 8 december 1968 | FC Twente   | 2 – 1 | Telstar | Stadion: Het Diekman, Enschede |
| 8 december 1968 | Goal · Goal |       | Goal    | Stadion: Het Diekman, Enschede |
| 8 december 1968 |             |       |         | Stadion: Het Diekman, Enschede |
| 8 december 1968 |             |       |         | Stadion: Het Diekman, Enschede |
|                 |             |       |         |                                |

|                 |                           |       |             |                                |
| 8 december 1968 | GVAV                      | 4 – 2 | NAC         | Stadion: Oosterpark, Groningen |
| 8 december 1968 | Goal · Goal · Goal · Goal |       | Goal · Goal | Stadion: Oosterpark, Groningen |
| 8 december 1968 |                           |       |             | Stadion: Oosterpark, Groningen |
| 8 december 1968 |                           |       |             | Stadion: Oosterpark, Groningen |
|                 |                           |       |             |                                |

|                 |                 |       |          |                                                                                      |
| 8 december 1968 | MVV             | 1 – 0 | Volendam | Stadion: De Geusselt, Maastricht Toeschouwers: 8.000 Scheidsrechter: Arie van Gemert |
| 8 december 1968 | Jo Bonfrère 60' |       |          | Stadion: De Geusselt, Maastricht Toeschouwers: 8.000 Scheidsrechter: Arie van Gemert |
| 8 december 1968 |                 |       |          | Stadion: De Geusselt, Maastricht Toeschouwers: 8.000 Scheidsrechter: Arie van Gemert |
| 8 december 1968 |                 |       |          | Stadion: De Geusselt, Maastricht Toeschouwers: 8.000 Scheidsrechter: Arie van Gemert |
|                 |                 |       |          |                                                                                      |

|                 |                  |       |          |                                                                                     |
| 8 december 1968 | N.E.C.           | 1 – 0 | Go Ahead | Stadion: Goffertstadion, Nijmegen Toeschouwers: 15.000 Scheidsrechter: Jef Dorpmans |
| 8 december 1968 | Chris Geutjes 7' |       |          | Stadion: Goffertstadion, Nijmegen Toeschouwers: 15.000 Scheidsrechter: Jef Dorpmans |
| 8 december 1968 |                  |       |          | Stadion: Goffertstadion, Nijmegen Toeschouwers: 15.000 Scheidsrechter: Jef Dorpmans |
| 8 december 1968 |                  |       |          | Stadion: Goffertstadion, Nijmegen Toeschouwers: 15.000 Scheidsrechter: Jef Dorpmans |
|                 |                  |       |          |                                                                                     |

|                 |     |                       |      |                                                                                        |
| 8 december 1968 | PSV | 0 – 1                 | Ajax | Stadion: Philips Stadion, Eindhoven Toeschouwers: 18.000 Scheidsrechter: Joop Vervoort |
| 8 december 1968 |     | 72' (pen.) Henk Groot |      | Stadion: Philips Stadion, Eindhoven Toeschouwers: 18.000 Scheidsrechter: Joop Vervoort |
| 8 december 1968 |     |                       |      | Stadion: Philips Stadion, Eindhoven Toeschouwers: 18.000 Scheidsrechter: Joop Vervoort |
| 8 december 1968 |     |                       |      | Stadion: Philips Stadion, Eindhoven Toeschouwers: 18.000 Scheidsrechter: Joop Vervoort |
|                 |     |                       |      |                                                                                        |

## Speelronde 15
|                  |                                               |       |        |                                                                              |
| 15 december 1968 | Ajax                                          | 4 – 0 | AZ '67 | Stadion: De Meer, Amsterdam Toeschouwers: 10.000 Scheidsrechter: Jan Godding |
| 15 december 1968 | Johan Cruijff 24', 79', 84' Klaas Nuninga 38' |       |        | Stadion: De Meer, Amsterdam Toeschouwers: 10.000 Scheidsrechter: Jan Godding |
| 15 december 1968 |                                               |       |        | Stadion: De Meer, Amsterdam Toeschouwers: 10.000 Scheidsrechter: Jan Godding |
| 15 december 1968 |                                               |       |        | Stadion: De Meer, Amsterdam Toeschouwers: 10.000 Scheidsrechter: Jan Godding |
|                  |                                               |       |        |                                                                              |

|                  |               |       |     |                                                                               |
| 15 december 1968 | Holland Sport | 0 – 0 | MVV | Stadion: Houtrust, Den Haag Toeschouwers: 3.000 Scheidsrechter: Joop Vervoort |
| 15 december 1968 |               |       |     | Stadion: Houtrust, Den Haag Toeschouwers: 3.000 Scheidsrechter: Joop Vervoort |
| 15 december 1968 |               |       |     | Stadion: Houtrust, Den Haag Toeschouwers: 3.000 Scheidsrechter: Joop Vervoort |
| 15 december 1968 |               |       |     | Stadion: Houtrust, Den Haag Toeschouwers: 3.000 Scheidsrechter: Joop Vervoort |
|                  |               |       |     |                                                                               |

|                  |        |       |      |                                                                                       |
| 15 december 1968 | Sparta | 0 – 0 | GVAV | Stadion: Het Kasteel, Rotterdam Toeschouwers: 5.000 Scheidsrechter: Leo van der Kroft |
| 15 december 1968 |        |       |      | Stadion: Het Kasteel, Rotterdam Toeschouwers: 5.000 Scheidsrechter: Leo van der Kroft |
| 15 december 1968 |        |       |      | Stadion: Het Kasteel, Rotterdam Toeschouwers: 5.000 Scheidsrechter: Leo van der Kroft |
| 15 december 1968 |        |       |      | Stadion: Het Kasteel, Rotterdam Toeschouwers: 5.000 Scheidsrechter: Leo van der Kroft |
|                  |        |       |      |                                                                                       |

|                  |                                                                                |       |                                   |                                                                                     |
| 15 december 1968 | FC Twente                                                                      | 4 – 2 | N.E.C.                            | Stadion: Het Diekman, Enschede Toeschouwers: 18.000 Scheidsrechter: Arie van Gemert |
| 15 december 1968 | Dick van Dijk 20' Herman Heskamp 43' Theo Pahlplatz 73' Issy ten Donkelaar 79' |       | 2' Peter Ressel 85' Henk Vleeming | Stadion: Het Diekman, Enschede Toeschouwers: 18.000 Scheidsrechter: Arie van Gemert |
| 15 december 1968 |                                                                                |       |                                   | Stadion: Het Diekman, Enschede Toeschouwers: 18.000 Scheidsrechter: Arie van Gemert |
| 15 december 1968 |                                                                                |       |                                   | Stadion: Het Diekman, Enschede Toeschouwers: 18.000 Scheidsrechter: Arie van Gemert |
|                  |                                                                                |       |                                   |                                                                                     |

|                  |            |       |     |                                                                                  |
| 15 december 1968 | Fortuna SC | 0 – 0 | ADO | Stadion: Mauritsstadion, Geleen Toeschouwers: 3.000 Scheidsrechter: Henk Klopper |
| 15 december 1968 |            |       |     | Stadion: Mauritsstadion, Geleen Toeschouwers: 3.000 Scheidsrechter: Henk Klopper |
| 15 december 1968 |            |       |     | Stadion: Mauritsstadion, Geleen Toeschouwers: 3.000 Scheidsrechter: Henk Klopper |
| 15 december 1968 |            |       |     | Stadion: Mauritsstadion, Geleen Toeschouwers: 3.000 Scheidsrechter: Henk Klopper |
|                  |            |       |     |                                                                                  |

|                  |                       |       |                    |                                                                                    |
| 15 december 1968 | NAC                   | 1 – 1 | Go Ahead           | Stadion: Beatrixstraat, Breda Toeschouwers: 7.000 Scheidsrechter: Gerard Klaassens |
| 15 december 1968 | Jacques Visschers 69' |       | 44' Gerrit Niehaus | Stadion: Beatrixstraat, Breda Toeschouwers: 7.000 Scheidsrechter: Gerard Klaassens |
| 15 december 1968 |                       |       |                    | Stadion: Beatrixstraat, Breda Toeschouwers: 7.000 Scheidsrechter: Gerard Klaassens |
| 15 december 1968 |                       |       |                    | Stadion: Beatrixstraat, Breda Toeschouwers: 7.000 Scheidsrechter: Gerard Klaassens |
|                  |                       |       |                    |                                                                                    |

|                  |         |       |            |                                                                                    |
| 15 december 1968 | Telstar | 0 – 0 | Feijenoord | Stadion: Schoonenberg, Velsen Toeschouwers: 12.000 Scheidsrechter: Janus Aalbrecht |
| 15 december 1968 |         |       |            | Stadion: Schoonenberg, Velsen Toeschouwers: 12.000 Scheidsrechter: Janus Aalbrecht |
| 15 december 1968 |         |       |            | Stadion: Schoonenberg, Velsen Toeschouwers: 12.000 Scheidsrechter: Janus Aalbrecht |
| 15 december 1968 |         |       |            | Stadion: Schoonenberg, Velsen Toeschouwers: 12.000 Scheidsrechter: Janus Aalbrecht |
|                  |         |       |            |                                                                                    |

|                  |          |                    |     |                                                                                |
| 15 december 1968 | Volendam | 0 – 1              | DWS | Stadion: Julianaweg, Volendam Toeschouwers: 2.500 Scheidsrechter: Theo Boosten |
| 15 december 1968 |          | 41' Frans Geurtsen |     | Stadion: Julianaweg, Volendam Toeschouwers: 2.500 Scheidsrechter: Theo Boosten |
| 15 december 1968 |          |                    |     | Stadion: Julianaweg, Volendam Toeschouwers: 2.500 Scheidsrechter: Theo Boosten |
| 15 december 1968 |          |                    |     | Stadion: Julianaweg, Volendam Toeschouwers: 2.500 Scheidsrechter: Theo Boosten |
|                  |          |                    |     |                                                                                |

|                  |                 |       |                           |                                                                                     |
| 15 december 1968 | DOS             | 1 – 1 | PSV                       | Stadion: Galgenwaard, Utrecht Toeschouwers: 5.300 Scheidsrechter: Ben Hoppenbrouwer |
| 15 december 1968 | Jan Witzand 75' |       | 22' Willy van der Kuijlen | Stadion: Galgenwaard, Utrecht Toeschouwers: 5.300 Scheidsrechter: Ben Hoppenbrouwer |
| 15 december 1968 |                 |       |                           | Stadion: Galgenwaard, Utrecht Toeschouwers: 5.300 Scheidsrechter: Ben Hoppenbrouwer |
| 15 december 1968 |                 |       |                           | Stadion: Galgenwaard, Utrecht Toeschouwers: 5.300 Scheidsrechter: Ben Hoppenbrouwer |
|                  |                 |       |                           |                                                                                     |

## Speelronde 16
|                  |             |       |               |                                       |
| 22 december 1968 | DWS         | 2 – 1 | Holland Sport | Stadion: Olympisch Stadion, Amsterdam |
| 22 december 1968 | Goal · Goal |       | Goal          | Stadion: Olympisch Stadion, Amsterdam |
| 22 december 1968 |             |       |               | Stadion: Olympisch Stadion, Amsterdam |
| 22 december 1968 |             |       |               | Stadion: Olympisch Stadion, Amsterdam |
|                  |             |       |               |                                       |

|                  |                    |       |           |                                        |
| 22 december 1968 | Feijenoord         | 3 – 0 | FC Twente | Stadion: Stadion Feijenoord, Rotterdam |
| 22 december 1968 | Goal · Goal · Goal |       |           | Stadion: Stadion Feijenoord, Rotterdam |
| 22 december 1968 |                    |       |           | Stadion: Stadion Feijenoord, Rotterdam |
| 22 december 1968 |                    |       |           | Stadion: Stadion Feijenoord, Rotterdam |
|                  |                    |       |           |                                        |

|                  |             |       |                    |                                  |
| 22 december 1968 | AZ '67      | 2 – 3 | DOS                | Stadion: Alkmaarderhout, Alkmaar |
| 22 december 1968 | Goal · Goal |       | Goal · Goal · Goal | Stadion: Alkmaarderhout, Alkmaar |
| 22 december 1968 |             |       |                    | Stadion: Alkmaarderhout, Alkmaar |
| 22 december 1968 |             |       |                    | Stadion: Alkmaarderhout, Alkmaar |
|                  |             |       |                    |                                  |

|                  |                    |       |         |                                  |
| 22 december 1968 | MVV                | 3 – 0 | Telstar | Stadion: De Geusselt, Maastricht |
| 22 december 1968 | Goal · Goal · Goal |       |         | Stadion: De Geusselt, Maastricht |
| 22 december 1968 |                    |       |         | Stadion: De Geusselt, Maastricht |
| 22 december 1968 |                    |       |         | Stadion: De Geusselt, Maastricht |
|                  |                    |       |         |                                  |

|                  |             |       |        |                               |
| 22 december 1968 | NAC         | 2 – 0 | N.E.C. | Stadion: Beatrixstraat, Breda |
| 22 december 1968 | Goal · Goal |       |        | Stadion: Beatrixstraat, Breda |
| 22 december 1968 |             |       |        | Stadion: Beatrixstraat, Breda |
| 22 december 1968 |             |       |        | Stadion: Beatrixstraat, Breda |
|                  |             |       |        |                               |

|                  |                           |       |             |                                     |
| 22 december 1968 | PSV                       | 4 – 2 | Volendam    | Stadion: Philips Stadion, Eindhoven |
| 22 december 1968 | Goal · Goal · Goal · Goal |       | Goal · Goal | Stadion: Philips Stadion, Eindhoven |
| 22 december 1968 |                           |       |             | Stadion: Philips Stadion, Eindhoven |
| 22 december 1968 |                           |       |             | Stadion: Philips Stadion, Eindhoven |
|                  |                           |       |             |                                     |

|                  |             |       |                                  |                                      |
| 26 december 1968 | ADO         | 2 – 5 | Ajax                             | Stadion: Zuiderparkstadion, Den Haag |
| 26 december 1968 | Goal · Goal |       | Goal · Goal · Goal · Goal · Goal | Stadion: Zuiderparkstadion, Den Haag |
| 26 december 1968 |             |       |                                  | Stadion: Zuiderparkstadion, Den Haag |
| 26 december 1968 |             |       |                                  | Stadion: Zuiderparkstadion, Den Haag |
|                  |             |       |                                  |                                      |

|                  |             |       |        |                                  |
| 26 december 1968 | Go Ahead    | 2 – 1 | Sparta | Stadion: Vetkampstraat, Deventer |
| 26 december 1968 | Goal · Goal |       | Goal   | Stadion: Vetkampstraat, Deventer |
| 26 december 1968 |             |       |        | Stadion: Vetkampstraat, Deventer |
| 26 december 1968 |             |       |        | Stadion: Vetkampstraat, Deventer |
|                  |             |       |        |                                  |

|                  |      |       |            |                                                                                |
| 26 december 1968 | GVAV | 0 – 0 | Fortuna SC | Stadion: Oosterpark, Groningen Toeschouwers: 6.000 Scheidsrechter: Frans Derks |
| 26 december 1968 |      |       |            | Stadion: Oosterpark, Groningen Toeschouwers: 6.000 Scheidsrechter: Frans Derks |
| 26 december 1968 |      |       |            | Stadion: Oosterpark, Groningen Toeschouwers: 6.000 Scheidsrechter: Frans Derks |
| 26 december 1968 |      |       |            | Stadion: Oosterpark, Groningen Toeschouwers: 6.000 Scheidsrechter: Frans Derks |
|                  |      |       |            |                                                                                |

## Speelronde 17
|                  |               |       |     |                                                                               |
| 29 december 1968 | Holland Sport | 0 – 0 | PSV | Stadion: Houtrust, Den Haag Toeschouwers: 13.000 Scheidsrechter: Jef Dorpmans |
| 29 december 1968 | Goal          |       |     | Stadion: Houtrust, Den Haag Toeschouwers: 13.000 Scheidsrechter: Jef Dorpmans |
| 29 december 1968 |               |       |     | Stadion: Houtrust, Den Haag Toeschouwers: 13.000 Scheidsrechter: Jef Dorpmans |
| 29 december 1968 |               |       |     | Stadion: Houtrust, Den Haag Toeschouwers: 13.000 Scheidsrechter: Jef Dorpmans |
|                  |               |       |     |                                                                               |

|                  |                    |       |     |                                |
| 29 december 1968 | FC Twente          | 3 – 0 | MVV | Stadion: Het Diekman, Enschede |
| 29 december 1968 | Goal · Goal · Goal |       |     | Stadion: Het Diekman, Enschede |
| 29 december 1968 |                    |       |     | Stadion: Het Diekman, Enschede |
| 29 december 1968 |                    |       |     | Stadion: Het Diekman, Enschede |
|                  |                    |       |     |                                |

|                  |                  |       |                    |                                                                                  |
| 29 december 1968 | Fortuna SC       | 1 – 1 | Go Ahead           | Stadion: Mauritsstadion, Geleen Toeschouwers: 2.500 Scheidsrechter: Ad Boogaerts |
| 29 december 1968 | Heinz Fischer 6' |       | 84' Gerrit Niehaus | Stadion: Mauritsstadion, Geleen Toeschouwers: 2.500 Scheidsrechter: Ad Boogaerts |
| 29 december 1968 |                  |       |                    | Stadion: Mauritsstadion, Geleen Toeschouwers: 2.500 Scheidsrechter: Ad Boogaerts |
| 29 december 1968 |                  |       |                    | Stadion: Mauritsstadion, Geleen Toeschouwers: 2.500 Scheidsrechter: Ad Boogaerts |
|                  |                  |       |                    |                                                                                  |

|                  |        |                |            |                                                                                    |
| 29 december 1968 | N.E.C. | 0 – 1          | Feijenoord | Stadion: Goffertstadion, Nijmegen Toeschouwers: 28.000 Scheidsrechter: Wim Schalks |
| 29 december 1968 |        | 43' Ruud Geels |            | Stadion: Goffertstadion, Nijmegen Toeschouwers: 28.000 Scheidsrechter: Wim Schalks |
| 29 december 1968 |        |                |            | Stadion: Goffertstadion, Nijmegen Toeschouwers: 28.000 Scheidsrechter: Wim Schalks |
| 29 december 1968 |        |                |            | Stadion: Goffertstadion, Nijmegen Toeschouwers: 28.000 Scheidsrechter: Wim Schalks |
|                  |        |                |            |                                                                                    |

|                  |             |       |        |                               |
| 29 december 1968 | Volendam    | 2 – 1 | AZ '67 | Stadion: Julianaweg, Volendam |
| 29 december 1968 | Goal · Goal |       | Goal   | Stadion: Julianaweg, Volendam |
| 29 december 1968 |             |       |        | Stadion: Julianaweg, Volendam |
| 29 december 1968 |             |       |        | Stadion: Julianaweg, Volendam |
|                  |             |       |        |                               |

|               |                     |       |                |                                                                                   |
| 23 maart 1969 | DOS                 | 1 – 1 | ADO            | Stadion: Galgenwaard, Utrecht Toeschouwers: 6.800 Scheidsrechter: Arie van Gemert |
| 23 maart 1969 | Mattias Maiwald 75' |       | 24' Kees Aarts | Stadion: Galgenwaard, Utrecht Toeschouwers: 6.800 Scheidsrechter: Arie van Gemert |
| 23 maart 1969 |                     |       |                | Stadion: Galgenwaard, Utrecht Toeschouwers: 6.800 Scheidsrechter: Arie van Gemert |
| 23 maart 1969 |                     |       |                | Stadion: Galgenwaard, Utrecht Toeschouwers: 6.800 Scheidsrechter: Arie van Gemert |
|               |                     |       |                |                                                                                   |

|              |                                         |       |      |                             |
| 2 april 1969 | Ajax                                    | 6 – 0 | GVAV | Stadion: De Meer, Amsterdam |
| 2 april 1969 | Goal · Goal · Goal · Goal · Goal · Goal |       |      | Stadion: De Meer, Amsterdam |
| 2 april 1969 |                                         |       |      | Stadion: De Meer, Amsterdam |
| 2 april 1969 |                                         |       |      | Stadion: De Meer, Amsterdam |
|              |                                         |       |      |                             |

|               |                    |       |                    |                                 |
| 30 april 1969 | Sparta             | 3 – 3 | NAC                | Stadion: Het Kasteel, Rotterdam |
| 30 april 1969 | Goal · Goal · Goal |       | Goal · Goal · Goal | Stadion: Het Kasteel, Rotterdam |
| 30 april 1969 |                    |       |                    | Stadion: Het Kasteel, Rotterdam |
| 30 april 1969 |                    |       |                    | Stadion: Het Kasteel, Rotterdam |
|               |                    |       |                    |                                 |

|               |         |             |     |                               |
| 30 april 1969 | Telstar | 0 – 2       | DWS | Stadion: Schoonenberg, Velsen |
| 30 april 1969 |         | Goal · Goal |     | Stadion: Schoonenberg, Velsen |
| 30 april 1969 |         |             |     | Stadion: Schoonenberg, Velsen |
| 30 april 1969 |         |             |     | Stadion: Schoonenberg, Velsen |
|               |         |             |     |                               |

## Speelronde 18
|                |                           |       |                    |                             |
| 5 januari 1969 | Ajax                      | 4 – 3 | Go Ahead           | Stadion: De Meer, Amsterdam |
| 5 januari 1969 | Goal · Goal · Goal · Goal |       | Goal · Goal · Goal | Stadion: De Meer, Amsterdam |
| 5 januari 1969 |                           |       |                    | Stadion: De Meer, Amsterdam |
| 5 januari 1969 |                           |       |                    | Stadion: De Meer, Amsterdam |
|                |                           |       |                    |                             |

|                |                           |       |      |                                        |
| 5 januari 1969 | Feijenoord                | 4 – 1 | MVV  | Stadion: Stadion Feijenoord, Rotterdam |
| 5 januari 1969 | Goal · Goal · Goal · Goal |       | Goal | Stadion: Stadion Feijenoord, Rotterdam |
| 5 januari 1969 |                           |       |      | Stadion: Stadion Feijenoord, Rotterdam |
| 5 januari 1969 |                           |       |      | Stadion: Stadion Feijenoord, Rotterdam |
|                |                           |       |      |                                        |

|                |                    |       |        |                             |
| 5 januari 1969 | Holland Sport      | 3 – 0 | AZ '67 | Stadion: Houtrust, Den Haag |
| 5 januari 1969 | Goal · Goal · Goal |       |        | Stadion: Houtrust, Den Haag |
| 5 januari 1969 |                    |       |        | Stadion: Houtrust, Den Haag |
| 5 januari 1969 |                    |       |        | Stadion: Houtrust, Den Haag |
|                |                    |       |        |                             |

|                |                           |       |      |                                |
| 5 januari 1969 | FC Twente                 | 4 – 1 | DWS  | Stadion: Het Diekman, Enschede |
| 5 januari 1969 | Goal · Goal · Goal · Goal |       | Goal | Stadion: Het Diekman, Enschede |
| 5 januari 1969 |                           |       |      | Stadion: Het Diekman, Enschede |
| 5 januari 1969 |                           |       |      | Stadion: Het Diekman, Enschede |
|                |                           |       |      |                                |

|                |            |       |     |                                                                                        |
| 5 januari 1969 | Fortuna SC | 0 – 0 | NAC | Stadion: Mauritsstadion, Geleen Toeschouwers: 10.000 Scheidsrechter: Ben Hoppenbrouwer |
| 5 januari 1969 |            |       |     | Stadion: Mauritsstadion, Geleen Toeschouwers: 10.000 Scheidsrechter: Ben Hoppenbrouwer |
| 5 januari 1969 |            |       |     | Stadion: Mauritsstadion, Geleen Toeschouwers: 10.000 Scheidsrechter: Ben Hoppenbrouwer |
| 5 januari 1969 |            |       |     | Stadion: Mauritsstadion, Geleen Toeschouwers: 10.000 Scheidsrechter: Ben Hoppenbrouwer |
|                |            |       |     |                                                                                        |

|                |        |                   |        |                                                                                     |
| 5 januari 1969 | N.E.C. | 0 – 1             | Sparta | Stadion: Goffertstadion, Nijmegen Toeschouwers: 10.000 Scheidsrechter: Theo Boosten |
| 5 januari 1969 |        | 19' Nol Heijerman |        | Stadion: Goffertstadion, Nijmegen Toeschouwers: 10.000 Scheidsrechter: Theo Boosten |
| 5 januari 1969 |        |                   |        | Stadion: Goffertstadion, Nijmegen Toeschouwers: 10.000 Scheidsrechter: Theo Boosten |
| 5 januari 1969 |        |                   |        | Stadion: Goffertstadion, Nijmegen Toeschouwers: 10.000 Scheidsrechter: Theo Boosten |
|                |        |                   |        |                                                                                     |

|                |         |                    |     |                               |
| 5 januari 1969 | Telstar | 0 – 3              | PSV | Stadion: Schoonenberg, Velsen |
| 5 januari 1969 |         | Goal · Goal · Goal |     | Stadion: Schoonenberg, Velsen |
| 5 januari 1969 |         |                    |     | Stadion: Schoonenberg, Velsen |
| 5 januari 1969 |         |                    |     | Stadion: Schoonenberg, Velsen |
|                |         |                    |     |                               |

|                |          |       |     |                                                                               |
| 5 januari 1969 | Volendam | 0 – 0 | ADO | Stadion: Julianaweg, Volendam Toeschouwers: 5.500 Scheidsrechter: Jan Godding |
| 5 januari 1969 |          |       |     | Stadion: Julianaweg, Volendam Toeschouwers: 5.500 Scheidsrechter: Jan Godding |
| 5 januari 1969 |          |       |     | Stadion: Julianaweg, Volendam Toeschouwers: 5.500 Scheidsrechter: Jan Godding |
| 5 januari 1969 |          |       |     | Stadion: Julianaweg, Volendam Toeschouwers: 5.500 Scheidsrechter: Jan Godding |
|                |          |       |     |                                                                               |

|                |                            |       |      |                                                                                |
| 5 januari 1969 | DOS                        | 1 – 0 | GVAV | Stadion: Galgenwaard, Utrecht Toeschouwers: 8.000 Scheidsrechter: Jef Dorpmans |
| 5 januari 1969 | Wolfram Kaminke 76' (pen.) |       |      | Stadion: Galgenwaard, Utrecht Toeschouwers: 8.000 Scheidsrechter: Jef Dorpmans |
| 5 januari 1969 |                            |       |      | Stadion: Galgenwaard, Utrecht Toeschouwers: 8.000 Scheidsrechter: Jef Dorpmans |
| 5 januari 1969 |                            |       |      | Stadion: Galgenwaard, Utrecht Toeschouwers: 8.000 Scheidsrechter: Jef Dorpmans |
|                |                            |       |      |                                                                                |

## Speelronde 19
|                 |                                       |       |                     |                                                                                           |
| 12 januari 1969 | ADO                                   | 2 – 1 | Holland Sport       | Stadion: Zuiderparkstadion, Den Haag Toeschouwers: 20.000 Scheidsrechter: Arie van Gemert |
| 12 januari 1969 | Lex Schoenmaker 9' Harrie Heijnen 67' |       | 10' Sjaak Roggeveen | Stadion: Zuiderparkstadion, Den Haag Toeschouwers: 20.000 Scheidsrechter: Arie van Gemert |
| 12 januari 1969 |                                       |       |                     | Stadion: Zuiderparkstadion, Den Haag Toeschouwers: 20.000 Scheidsrechter: Arie van Gemert |
| 12 januari 1969 |                                       |       |                     | Stadion: Zuiderparkstadion, Den Haag Toeschouwers: 20.000 Scheidsrechter: Arie van Gemert |
|                 |                                       |       |                     |                                                                                           |

|                 |        |       |         |                                                                                  |
| 12 januari 1969 | AZ '67 | 0 – 0 | Telstar | Stadion: Alkmaarderhout, Alkmaar Toeschouwers: 9.000 Scheidsrechter: Frans Derks |
| 12 januari 1969 |        |       |         | Stadion: Alkmaarderhout, Alkmaar Toeschouwers: 9.000 Scheidsrechter: Frans Derks |
| 12 januari 1969 |        |       |         | Stadion: Alkmaarderhout, Alkmaar Toeschouwers: 9.000 Scheidsrechter: Frans Derks |
| 12 januari 1969 |        |       |         | Stadion: Alkmaarderhout, Alkmaar Toeschouwers: 9.000 Scheidsrechter: Frans Derks |
|                 |        |       |         |                                                                                  |

|                 |     |                  |            |                                                                                         |
| 12 januari 1969 | DWS | 0 – 1            | Feijenoord | Stadion: Olympisch Stadion, Amsterdam Toeschouwers: 36.000 Scheidsrechter: Jef Dorpmans |
| 12 januari 1969 |     | 17' Ove Kindvall |            | Stadion: Olympisch Stadion, Amsterdam Toeschouwers: 36.000 Scheidsrechter: Jef Dorpmans |
| 12 januari 1969 |     |                  |            | Stadion: Olympisch Stadion, Amsterdam Toeschouwers: 36.000 Scheidsrechter: Jef Dorpmans |
| 12 januari 1969 |     |                  |            | Stadion: Olympisch Stadion, Amsterdam Toeschouwers: 36.000 Scheidsrechter: Jef Dorpmans |
|                 |     |                  |            |                                                                                         |

|                 |                                  |       |            |                                 |
| 12 januari 1969 | Sparta                           | 5 – 0 | Fortuna SC | Stadion: Het Kasteel, Rotterdam |
| 12 januari 1969 | Goal · Goal · Goal · Goal · Goal |       |            | Stadion: Het Kasteel, Rotterdam |
| 12 januari 1969 |                                  |       |            | Stadion: Het Kasteel, Rotterdam |
| 12 januari 1969 |                                  |       |            | Stadion: Het Kasteel, Rotterdam |
|                 |                                  |       |            |                                 |

|                 |      |       |          |                                                                                    |
| 12 januari 1969 | GVAV | 0 – 0 | Volendam | Stadion: Oosterpark, Groningen Toeschouwers: 6.000 Scheidsrechter: Joop Bentvelzen |
| 12 januari 1969 |      |       |          | Stadion: Oosterpark, Groningen Toeschouwers: 6.000 Scheidsrechter: Joop Bentvelzen |
| 12 januari 1969 |      |       |          | Stadion: Oosterpark, Groningen Toeschouwers: 6.000 Scheidsrechter: Joop Bentvelzen |
| 12 januari 1969 |      |       |          | Stadion: Oosterpark, Groningen Toeschouwers: 6.000 Scheidsrechter: Joop Bentvelzen |
|                 |      |       |          |                                                                                    |

|                 |     |       |        |                                                                                         |
| 12 januari 1969 | MVV | 0 – 0 | N.E.C. | Stadion: De Geusselt, Maastricht Toeschouwers: 16.000 Scheidsrechter: Henk van der Veer |
| 12 januari 1969 |     |       |        | Stadion: De Geusselt, Maastricht Toeschouwers: 16.000 Scheidsrechter: Henk van der Veer |
| 12 januari 1969 |     |       |        | Stadion: De Geusselt, Maastricht Toeschouwers: 16.000 Scheidsrechter: Henk van der Veer |
| 12 januari 1969 |     |       |        | Stadion: De Geusselt, Maastricht Toeschouwers: 16.000 Scheidsrechter: Henk van der Veer |
|                 |     |       |        |                                                                                         |

|                 |     |             |      |                               |
| 12 januari 1969 | NAC | 0 – 2       | Ajax | Stadion: Beatrixstraat, Breda |
| 12 januari 1969 |     | Goal · Goal |      | Stadion: Beatrixstraat, Breda |
| 12 januari 1969 |     |             |      | Stadion: Beatrixstraat, Breda |
| 12 januari 1969 |     |             |      | Stadion: Beatrixstraat, Breda |
|                 |     |             |      |                               |

|                 |                        |       |                  |                                                                                          |
| 12 januari 1969 | PSV                    | 1 – 1 | FC Twente        | Stadion: Philips Stadion, Eindhoven Toeschouwers: 18.000 Scheidsrechter: Janus Aalbrecht |
| 12 januari 1969 | Wim van den Dungen 19' |       | 2' Dick van Dijk | Stadion: Philips Stadion, Eindhoven Toeschouwers: 18.000 Scheidsrechter: Janus Aalbrecht |
| 12 januari 1969 |                        |       |                  | Stadion: Philips Stadion, Eindhoven Toeschouwers: 18.000 Scheidsrechter: Janus Aalbrecht |
| 12 januari 1969 |                        |       |                  | Stadion: Philips Stadion, Eindhoven Toeschouwers: 18.000 Scheidsrechter: Janus Aalbrecht |
|                 |                        |       |                  |                                                                                          |

|                 |                                                |       |     |                                  |
| 12 januari 1969 | Go Ahead                                       | 7 – 0 | DOS | Stadion: Vetkampstraat, Deventer |
| 12 januari 1969 | Goal · Goal · Goal · Goal · Goal · Goal · Goal |       |     | Stadion: Vetkampstraat, Deventer |
| 12 januari 1969 |                                                |       |     | Stadion: Vetkampstraat, Deventer |
| 12 januari 1969 |                                                |       |     | Stadion: Vetkampstraat, Deventer |
|                 |                                                |       |     |                                  |

## Speelronde 20
|                 |             |       |        |                             |
| 19 januari 1969 | Ajax        | 2 – 1 | Sparta | Stadion: De Meer, Amsterdam |
| 19 januari 1969 | Goal · Goal |       | Goal   | Stadion: De Meer, Amsterdam |
| 19 januari 1969 |             |       |        | Stadion: De Meer, Amsterdam |
| 19 januari 1969 |             |       |        | Stadion: De Meer, Amsterdam |
|                 |             |       |        |                             |

|                 |                                 |       |     |                                                                                            |
| 19 januari 1969 | Feijenoord                      | 2 – 0 | PSV | Stadion: Stadion Feijenoord, Rotterdam Toeschouwers: 58.000 Scheidsrechter: Lau van Ravens |
| 19 januari 1969 | Ruud Geels 14' Ove Kindvall 74' |       |     | Stadion: Stadion Feijenoord, Rotterdam Toeschouwers: 58.000 Scheidsrechter: Lau van Ravens |
| 19 januari 1969 |                                 |       |     | Stadion: Stadion Feijenoord, Rotterdam Toeschouwers: 58.000 Scheidsrechter: Lau van Ravens |
| 19 januari 1969 |                                 |       |     | Stadion: Stadion Feijenoord, Rotterdam Toeschouwers: 58.000 Scheidsrechter: Lau van Ravens |
|                 |                                 |       |     |                                                                                            |

|                 |                           |       |      |                             |
| 19 januari 1969 | Holland Sport             | 4 – 1 | GVAV | Stadion: Houtrust, Den Haag |
| 19 januari 1969 | Goal · Goal · Goal · Goal |       | Goal | Stadion: Houtrust, Den Haag |
| 19 januari 1969 |                           |       |      | Stadion: Houtrust, Den Haag |
| 19 januari 1969 |                           |       |      | Stadion: Houtrust, Den Haag |
|                 |                           |       |      |                             |

|                 |                 |       |        |                                                                                       |
| 19 januari 1969 | FC Twente       | 1 – 0 | AZ '67 | Stadion: Het Diekman, Enschede Toeschouwers: 15.500 Scheidsrechter: Leo van der Kroft |
| 19 januari 1969 | Willem de Vries |       |        | Stadion: Het Diekman, Enschede Toeschouwers: 15.500 Scheidsrechter: Leo van der Kroft |
| 19 januari 1969 |                 |       |        | Stadion: Het Diekman, Enschede Toeschouwers: 15.500 Scheidsrechter: Leo van der Kroft |
| 19 januari 1969 |                 |       |        | Stadion: Het Diekman, Enschede Toeschouwers: 15.500 Scheidsrechter: Leo van der Kroft |
|                 |                 |       |        |                                                                                       |

|                 |                 |       |                    |                                                                                        |
| 19 januari 1969 | MVV             | 1 – 1 | DWS                | Stadion: De Geusselt, Maastricht Toeschouwers: 10.000 Scheidsrechter: Koen Brouwer jr. |
| 19 januari 1969 | Zef Geurten 49' |       | 84' Frans Geurtsen | Stadion: De Geusselt, Maastricht Toeschouwers: 10.000 Scheidsrechter: Koen Brouwer jr. |
| 19 januari 1969 |                 |       |                    | Stadion: De Geusselt, Maastricht Toeschouwers: 10.000 Scheidsrechter: Koen Brouwer jr. |
| 19 januari 1969 |                 |       |                    | Stadion: De Geusselt, Maastricht Toeschouwers: 10.000 Scheidsrechter: Koen Brouwer jr. |
|                 |                 |       |                    |                                                                                        |

|                 |                           |       |            |                                   |
| 19 januari 1969 | N.E.C.                    | 4 – 0 | Fortuna SC | Stadion: Goffertstadion, Nijmegen |
| 19 januari 1969 | Goal · Goal · Goal · Goal |       |            | Stadion: Goffertstadion, Nijmegen |
| 19 januari 1969 |                           |       |            | Stadion: Goffertstadion, Nijmegen |
| 19 januari 1969 |                           |       |            | Stadion: Goffertstadion, Nijmegen |
|                 |                           |       |            |                                   |

|                 |               |       |                |                                                                               |
| 19 januari 1969 | Telstar       | 1 – 1 | ADO            | Stadion: Schoonenberg, Velsen Toeschouwers: 7.000 Scheidsrechter: Wim Schalks |
| 19 januari 1969 | Dick Beek 63' |       | 85' Kees Aarts | Stadion: Schoonenberg, Velsen Toeschouwers: 7.000 Scheidsrechter: Wim Schalks |
| 19 januari 1969 |               |       |                | Stadion: Schoonenberg, Velsen Toeschouwers: 7.000 Scheidsrechter: Wim Schalks |
| 19 januari 1969 |               |       |                | Stadion: Schoonenberg, Velsen Toeschouwers: 7.000 Scheidsrechter: Wim Schalks |
|                 |               |       |                |                                                                               |

|                 |          |                    |          |                               |
| 19 januari 1969 | Volendam | 0 – 3              | Go Ahead | Stadion: Julianaweg, Volendam |
| 19 januari 1969 |          | Goal · Goal · Goal |          | Stadion: Julianaweg, Volendam |
| 19 januari 1969 |          |                    |          | Stadion: Julianaweg, Volendam |
| 19 januari 1969 |          |                    |          | Stadion: Julianaweg, Volendam |
|                 |          |                    |          |                               |

|                 |                    |       |                    |                               |
| 19 januari 1969 | DOS                | 3 – 3 | NAC                | Stadion: Galgenwaard, Utrecht |
| 19 januari 1969 | Goal · Goal · Goal |       | Goal · Goal · Goal | Stadion: Galgenwaard, Utrecht |
| 19 januari 1969 |                    |       |                    | Stadion: Galgenwaard, Utrecht |
| 19 januari 1969 |                    |       |                    | Stadion: Galgenwaard, Utrecht |
|                 |                    |       |                    |                               |

## Speelronde 21
|                 |      |       |                    |                                      |
| 26 januari 1969 | ADO  | 1 – 3 | FC Twente          | Stadion: Zuiderparkstadion, Den Haag |
| 26 januari 1969 | Goal |       | Goal · Goal · Goal | Stadion: Zuiderparkstadion, Den Haag |
| 26 januari 1969 |      |       |                    | Stadion: Zuiderparkstadion, Den Haag |
| 26 januari 1969 |      |       |                    | Stadion: Zuiderparkstadion, Den Haag |
|                 |      |       |                    |                                      |

|                 |               |       |                  |                                                                                       |
| 26 januari 1969 | AZ '67        | 1 – 1 | Feijenoord       | Stadion: Alkmaarderhout, Alkmaar Toeschouwers: 13.000 Scheidsrechter: Arie van Gemert |
| 26 januari 1969 | Siem Tijm 89' |       | 83' Ove Kindvall | Stadion: Alkmaarderhout, Alkmaar Toeschouwers: 13.000 Scheidsrechter: Arie van Gemert |
| 26 januari 1969 |               |       |                  | Stadion: Alkmaarderhout, Alkmaar Toeschouwers: 13.000 Scheidsrechter: Arie van Gemert |
| 26 januari 1969 |               |       |                  | Stadion: Alkmaarderhout, Alkmaar Toeschouwers: 13.000 Scheidsrechter: Arie van Gemert |
|                 |               |       |                  |                                                                                       |

|                 |                           |       |        |                                       |
| 26 januari 1969 | DWS                       | 4 – 0 | N.E.C. | Stadion: Olympisch Stadion, Amsterdam |
| 26 januari 1969 | Goal · Goal · Goal · Goal |       |        | Stadion: Olympisch Stadion, Amsterdam |
| 26 januari 1969 |                           |       |        | Stadion: Olympisch Stadion, Amsterdam |
| 26 januari 1969 |                           |       |        | Stadion: Olympisch Stadion, Amsterdam |
|                 |                           |       |        |                                       |

|                 |             |       |      |                                 |
| 26 januari 1969 | Sparta      | 2 – 1 | DOS  | Stadion: Het Kasteel, Rotterdam |
| 26 januari 1969 | Goal · Goal |       | Goal | Stadion: Het Kasteel, Rotterdam |
| 26 januari 1969 |             |       |      | Stadion: Het Kasteel, Rotterdam |
| 26 januari 1969 |             |       |      | Stadion: Het Kasteel, Rotterdam |
|                 |             |       |      |                                 |

|                 |            |                   |      |                                                                              |
| 26 januari 1969 | Fortuna SC | 0 – 1             | Ajax | Stadion: Mauritsstadion, Geleen Toeschouwers: 16.000 Scheidsrechter: Ton Bom |
| 26 januari 1969 |            | 33' Johan Cruijff |      | Stadion: Mauritsstadion, Geleen Toeschouwers: 16.000 Scheidsrechter: Ton Bom |
| 26 januari 1969 |            |                   |      | Stadion: Mauritsstadion, Geleen Toeschouwers: 16.000 Scheidsrechter: Ton Bom |
| 26 januari 1969 |            |                   |      | Stadion: Mauritsstadion, Geleen Toeschouwers: 16.000 Scheidsrechter: Ton Bom |
|                 |            |                   |      |                                                                              |

|                 |          |       |               |                                                                                        |
| 26 januari 1969 | Go Ahead | 0 – 0 | Holland Sport | Stadion: Vetkampstraat, Deventer Toeschouwers: 12.500 Scheidsrechter: Koen Brouwer jr. |
| 26 januari 1969 |          |       |               | Stadion: Vetkampstraat, Deventer Toeschouwers: 12.500 Scheidsrechter: Koen Brouwer jr. |
| 26 januari 1969 |          |       |               | Stadion: Vetkampstraat, Deventer Toeschouwers: 12.500 Scheidsrechter: Koen Brouwer jr. |
| 26 januari 1969 |          |       |               | Stadion: Vetkampstraat, Deventer Toeschouwers: 12.500 Scheidsrechter: Koen Brouwer jr. |
|                 |          |       |               |                                                                                        |

|                 |                             |       |         |                                                                                      |
| 26 januari 1969 | GVAV                        | 1 – 0 | Telstar | Stadion: Oosterpark, Groningen Toeschouwers: 3.500 Scheidsrechter: Henk van der Veer |
| 26 januari 1969 | Ferry Pettersson 12' (pen.) |       |         | Stadion: Oosterpark, Groningen Toeschouwers: 3.500 Scheidsrechter: Henk van der Veer |
| 26 januari 1969 |                             |       |         | Stadion: Oosterpark, Groningen Toeschouwers: 3.500 Scheidsrechter: Henk van der Veer |
| 26 januari 1969 |                             |       |         | Stadion: Oosterpark, Groningen Toeschouwers: 3.500 Scheidsrechter: Henk van der Veer |
|                 |                             |       |         |                                                                                      |

|                 |                    |       |          |                               |
| 26 januari 1969 | NAC                | 3 – 0 | Volendam | Stadion: Beatrixstraat, Breda |
| 26 januari 1969 | Goal · Goal · Goal |       |          | Stadion: Beatrixstraat, Breda |
| 26 januari 1969 |                    |       |          | Stadion: Beatrixstraat, Breda |
| 26 januari 1969 |                    |       |          | Stadion: Beatrixstraat, Breda |
|                 |                    |       |          |                               |

|                 |             |       |      |                                     |
| 26 januari 1969 | PSV         | 2 – 1 | MVV  | Stadion: Philips Stadion, Eindhoven |
| 26 januari 1969 | Goal · Goal |       | Goal | Stadion: Philips Stadion, Eindhoven |
| 26 januari 1969 |             |       |      | Stadion: Philips Stadion, Eindhoven |
| 26 januari 1969 |             |       |      | Stadion: Philips Stadion, Eindhoven |
|                 |             |       |      |                                     |

## Speelronde 22
|                 |      |       |             |                                       |
| 2 februari 1969 | DWS  | 1 – 2 | PSV         | Stadion: Olympisch Stadion, Amsterdam |
| 2 februari 1969 | Goal |       | Goal · Goal | Stadion: Olympisch Stadion, Amsterdam |
| 2 februari 1969 |      |       |             | Stadion: Olympisch Stadion, Amsterdam |
| 2 februari 1969 |      |       |             | Stadion: Olympisch Stadion, Amsterdam |
|                 |      |       |             |                                       |

|                 |                  |       |                 |                                                                                              |
| 2 februari 1969 | Feijenoord       | 1 – 1 | ADO             | Stadion: Stadion Feijenoord, Rotterdam Toeschouwers: 46.000 Scheidsrechter: Hnk van der Veer |
| 2 februari 1969 | Ove Kindvall 79' |       | 57' Piet Giesen | Stadion: Stadion Feijenoord, Rotterdam Toeschouwers: 46.000 Scheidsrechter: Hnk van der Veer |
| 2 februari 1969 |                  |       |                 | Stadion: Stadion Feijenoord, Rotterdam Toeschouwers: 46.000 Scheidsrechter: Hnk van der Veer |
| 2 februari 1969 |                  |       |                 | Stadion: Stadion Feijenoord, Rotterdam Toeschouwers: 46.000 Scheidsrechter: Hnk van der Veer |
|                 |                  |       |                 |                                                                                              |

|                 |               |       |     |                                                                             |
| 2 februari 1969 | Holland Sport | 0 – 0 | NAC | Stadion: Houtrust, Den Haag Toeschouwers: 8.000 Scheidsrechter: Jan Godding |
| 2 februari 1969 |               |       |     | Stadion: Houtrust, Den Haag Toeschouwers: 8.000 Scheidsrechter: Jan Godding |
| 2 februari 1969 |               |       |     | Stadion: Houtrust, Den Haag Toeschouwers: 8.000 Scheidsrechter: Jan Godding |
| 2 februari 1969 |               |       |     | Stadion: Houtrust, Den Haag Toeschouwers: 8.000 Scheidsrechter: Jan Godding |
|                 |               |       |     |                                                                             |

|                 |                           |       |      |                                |
| 2 februari 1969 | FC Twente                 | 4 – 0 | GVAV | Stadion: Het Diekman, Enschede |
| 2 februari 1969 | Goal · Goal · Goal · Goal |       |      | Stadion: Het Diekman, Enschede |
| 2 februari 1969 |                           |       |      | Stadion: Het Diekman, Enschede |
| 2 februari 1969 |                           |       |      | Stadion: Het Diekman, Enschede |
|                 |                           |       |      |                                |

|                 |                    |       |        |                                                                                   |
| 2 februari 1969 | MVV                | 1 – 0 | AZ '67 | Stadion: De Geusselt, Maastricht Toeschouwers: 10.000 Scheidsrechter: Wim Schalks |
| 2 februari 1969 | Johan Dijkstra 78' |       |        | Stadion: De Geusselt, Maastricht Toeschouwers: 10.000 Scheidsrechter: Wim Schalks |
| 2 februari 1969 |                    |       |        | Stadion: De Geusselt, Maastricht Toeschouwers: 10.000 Scheidsrechter: Wim Schalks |
| 2 februari 1969 |                    |       |        | Stadion: De Geusselt, Maastricht Toeschouwers: 10.000 Scheidsrechter: Wim Schalks |
|                 |                    |       |        |                                                                                   |

|                 |        |       |             |                                   |
| 2 februari 1969 | N.E.C. | 1 – 2 | Ajax        | Stadion: Goffertstadion, Nijmegen |
| 2 februari 1969 | Goal   |       | Goal · Goal | Stadion: Goffertstadion, Nijmegen |
| 2 februari 1969 |        |       |             | Stadion: Goffertstadion, Nijmegen |
| 2 februari 1969 |        |       |             | Stadion: Goffertstadion, Nijmegen |
|                 |        |       |             |                                   |

|                 |                     |       |          |                                                                                     |
| 2 februari 1969 | Telstar             | 1 – 0 | Go Ahead | Stadion: Schoonenberg, Velsen Toeschouwers: 4.500 Scheidsrechter: Ben Hoppenbrouwer |
| 2 februari 1969 | Bert Theunissen 35' |       |          | Stadion: Schoonenberg, Velsen Toeschouwers: 4.500 Scheidsrechter: Ben Hoppenbrouwer |
| 2 februari 1969 |                     |       |          | Stadion: Schoonenberg, Velsen Toeschouwers: 4.500 Scheidsrechter: Ben Hoppenbrouwer |
| 2 februari 1969 |                     |       |          | Stadion: Schoonenberg, Velsen Toeschouwers: 4.500 Scheidsrechter: Ben Hoppenbrouwer |
|                 |                     |       |          |                                                                                     |

|                 |               |       |        |                                                                               |
| 2 februari 1969 | Volendam      | 1 – 0 | Sparta | Stadion: Julianaweg, Volendam Toeschouwers: 3.000 Scheidsrechter: Frans Derks |
| 2 februari 1969 | Jack Jonk 83' |       |        | Stadion: Julianaweg, Volendam Toeschouwers: 3.000 Scheidsrechter: Frans Derks |
| 2 februari 1969 |               |       |        | Stadion: Julianaweg, Volendam Toeschouwers: 3.000 Scheidsrechter: Frans Derks |
| 2 februari 1969 |               |       |        | Stadion: Julianaweg, Volendam Toeschouwers: 3.000 Scheidsrechter: Frans Derks |
|                 |               |       |        |                                                                               |

|                 |      |       |             |                               |
| 2 februari 1969 | DOS  | 1 – 2 | Fortuna SC  | Stadion: Galgenwaard, Utrecht |
| 2 februari 1969 | Goal |       | Goal · Goal | Stadion: Galgenwaard, Utrecht |
| 2 februari 1969 |      |       |             | Stadion: Galgenwaard, Utrecht |
| 2 februari 1969 |      |       |             | Stadion: Galgenwaard, Utrecht |
|                 |      |       |             |                               |

## Speelronde 23
|              |     |       |     |                                                                                          |
| 2 maart 1969 | ADO | 0 – 0 | PSV | Stadion: Zuiderparkstadion, Den Haag Toeschouwers: 11.000 Scheidsrechter: Lau van Ravens |
| 2 maart 1969 |     |       |     | Stadion: Zuiderparkstadion, Den Haag Toeschouwers: 11.000 Scheidsrechter: Lau van Ravens |
| 2 maart 1969 |     |       |     | Stadion: Zuiderparkstadion, Den Haag Toeschouwers: 11.000 Scheidsrechter: Lau van Ravens |
| 2 maart 1969 |     |       |     | Stadion: Zuiderparkstadion, Den Haag Toeschouwers: 11.000 Scheidsrechter: Lau van Ravens |
|              |     |       |     |                                                                                          |

|              |             |       |               |                             |
| 2 maart 1969 | Ajax        | 2 – 2 | Holland Sport | Stadion: De Meer, Amsterdam |
| 2 maart 1969 | Goal · Goal |       | Goal · Goal   | Stadion: De Meer, Amsterdam |
| 2 maart 1969 |             |       |               | Stadion: De Meer, Amsterdam |
| 2 maart 1969 |             |       |               | Stadion: De Meer, Amsterdam |
|              |             |       |               |                             |

|              |                    |       |        |                                  |
| 2 maart 1969 | AZ '67             | 3 – 0 | N.E.C. | Stadion: Alkmaarderhout, Alkmaar |
| 2 maart 1969 | Goal · Goal · Goal |       |        | Stadion: Alkmaarderhout, Alkmaar |
| 2 maart 1969 |                    |       |        | Stadion: Alkmaarderhout, Alkmaar |
| 2 maart 1969 |                    |       |        | Stadion: Alkmaarderhout, Alkmaar |
|              |                    |       |        |                                  |

|              |        |       |           |                                                                                   |
| 2 maart 1969 | Sparta | 0 – 0 | FC Twente | Stadion: Het Kasteel, Rotterdam Toeschouwers: 23.500 Scheidsrechter: Ad Boogaerts |
| 2 maart 1969 |        |       |           | Stadion: Het Kasteel, Rotterdam Toeschouwers: 23.500 Scheidsrechter: Ad Boogaerts |
| 2 maart 1969 |        |       |           | Stadion: Het Kasteel, Rotterdam Toeschouwers: 23.500 Scheidsrechter: Ad Boogaerts |
| 2 maart 1969 |        |       |           | Stadion: Het Kasteel, Rotterdam Toeschouwers: 23.500 Scheidsrechter: Ad Boogaerts |
|              |        |       |           |                                                                                   |

|              |                    |       |         |                                 |
| 2 maart 1969 | Fortuna SC         | 3 – 0 | Telstar | Stadion: Mauritsstadion, Geleen |
| 2 maart 1969 | Goal · Goal · Goal |       |         | Stadion: Mauritsstadion, Geleen |
| 2 maart 1969 |                    |       |         | Stadion: Mauritsstadion, Geleen |
| 2 maart 1969 |                    |       |         | Stadion: Mauritsstadion, Geleen |
|              |                    |       |         |                                 |

|              |             |       |      |                                  |
| 2 maart 1969 | Go Ahead    | 2 – 1 | MVV  | Stadion: Vetkampstraat, Deventer |
| 2 maart 1969 | Goal · Goal |       | Goal | Stadion: Vetkampstraat, Deventer |
| 2 maart 1969 |             |       |      | Stadion: Vetkampstraat, Deventer |
| 2 maart 1969 |             |       |      | Stadion: Vetkampstraat, Deventer |
|              |             |       |      |                                  |

|              |             |       |             |                                |
| 2 maart 1969 | GVAV        | 2 – 2 | DWS         | Stadion: Oosterpark, Groningen |
| 2 maart 1969 | Goal · Goal |       | Goal · Goal | Stadion: Oosterpark, Groningen |
| 2 maart 1969 |             |       |             | Stadion: Oosterpark, Groningen |
| 2 maart 1969 |             |       |             | Stadion: Oosterpark, Groningen |
|              |             |       |             |                                |

|              |                    |       |            |                               |
| 2 maart 1969 | NAC                | 3 – 1 | Feijenoord | Stadion: Beatrixstraat, Breda |
| 2 maart 1969 | Goal · Goal · Goal |       | Goal       | Stadion: Beatrixstraat, Breda |
| 2 maart 1969 |                    |       |            | Stadion: Beatrixstraat, Breda |
| 2 maart 1969 |                    |       |            | Stadion: Beatrixstraat, Breda |
|              |                    |       |            |                               |

|              |     |       |          |                                                                                   |
| 2 maart 1969 | DOS | 0 – 0 | Volendam | Stadion: Galgenwaard, Utrecht Toeschouwers: 6.700 Scheidsrechter: Joop Bentvelzen |
| 2 maart 1969 |     |       |          | Stadion: Galgenwaard, Utrecht Toeschouwers: 6.700 Scheidsrechter: Joop Bentvelzen |
| 2 maart 1969 |     |       |          | Stadion: Galgenwaard, Utrecht Toeschouwers: 6.700 Scheidsrechter: Joop Bentvelzen |
| 2 maart 1969 |     |       |          | Stadion: Galgenwaard, Utrecht Toeschouwers: 6.700 Scheidsrechter: Joop Bentvelzen |
|              |     |       |          |                                                                                   |

## Speelronde 24
|                 |                                         |       |      |                             |
| 8 februari 1969 | Ajax                                    | 7 – 0 | DOS  | Stadion: De Meer, Amsterdam |
| 8 februari 1969 | Goal · Goal · Goal · Goal · Goal · Goal |       | Goal | Stadion: De Meer, Amsterdam |
| 8 februari 1969 |                                         |       |      | Stadion: De Meer, Amsterdam |
| 8 februari 1969 |                                         |       |      | Stadion: De Meer, Amsterdam |
|                 |                                         |       |      |                             |

|               |      |       |     |                                                                                       |
| 16 maart 1969 | ADO  | 1 – 0 | MVV | Stadion: Zuiderparkstadion, Den Haag Toeschouwers: 6.000 Scheidsrechter: Henk Klopper |
| 16 maart 1969 | Goal |       |     | Stadion: Zuiderparkstadion, Den Haag Toeschouwers: 6.000 Scheidsrechter: Henk Klopper |
| 16 maart 1969 |      |       |     | Stadion: Zuiderparkstadion, Den Haag Toeschouwers: 6.000 Scheidsrechter: Henk Klopper |
| 16 maart 1969 |      |       |     | Stadion: Zuiderparkstadion, Den Haag Toeschouwers: 6.000 Scheidsrechter: Henk Klopper |
|               |      |       |     |                                                                                       |

|               |        |       |     |                                                                                       |
| 16 maart 1969 | AZ '67 | 0 – 0 | DWS | Stadion: Alkmaarderhout, Alkmaar Toeschouwers: 5.000 Scheidsrechter: Gerard Klaassens |
| 16 maart 1969 |        |       |     | Stadion: Alkmaarderhout, Alkmaar Toeschouwers: 5.000 Scheidsrechter: Gerard Klaassens |
| 16 maart 1969 |        |       |     | Stadion: Alkmaarderhout, Alkmaar Toeschouwers: 5.000 Scheidsrechter: Gerard Klaassens |
| 16 maart 1969 |        |       |     | Stadion: Alkmaarderhout, Alkmaar Toeschouwers: 5.000 Scheidsrechter: Gerard Klaassens |
|               |        |       |     |                                                                                       |

|               |                    |       |               |                                 |
| 16 maart 1969 | Sparta             | 3 – 0 | Holland Sport | Stadion: Het Kasteel, Rotterdam |
| 16 maart 1969 | Goal · Goal · Goal |       |               | Stadion: Het Kasteel, Rotterdam |
| 16 maart 1969 |                    |       |               | Stadion: Het Kasteel, Rotterdam |
| 16 maart 1969 |                    |       |               | Stadion: Het Kasteel, Rotterdam |
|               |                    |       |               |                                 |

|               |                  |       |                |                                                                                       |
| 16 maart 1969 | Fortuna SC       | 1 – 1 | Volendam       | Stadion: Mauritsstadion, Geleen Toeschouwers: 6.000 Scheidsrechter: Henk van der Veer |
| 16 maart 1969 | Chris Coenen 43' |       | 67' Johan Pelk | Stadion: Mauritsstadion, Geleen Toeschouwers: 6.000 Scheidsrechter: Henk van der Veer |
| 16 maart 1969 |                  |       |                | Stadion: Mauritsstadion, Geleen Toeschouwers: 6.000 Scheidsrechter: Henk van der Veer |
| 16 maart 1969 |                  |       |                | Stadion: Mauritsstadion, Geleen Toeschouwers: 6.000 Scheidsrechter: Henk van der Veer |
|               |                  |       |                |                                                                                       |

|               |                           |       |           |                                  |
| 16 maart 1969 | Go Ahead                  | 4 – 0 | FC Twente | Stadion: Vetkampstraat, Deventer |
| 16 maart 1969 | Goal · Goal · Goal · Goal |       |           | Stadion: Vetkampstraat, Deventer |
| 16 maart 1969 |                           |       |           | Stadion: Vetkampstraat, Deventer |
| 16 maart 1969 |                           |       |           | Stadion: Vetkampstraat, Deventer |
|               |                           |       |           |                                  |

|               |      |       |             |                                |
| 16 maart 1969 | GVAV | 1 – 2 | Feijenoord  | Stadion: Oosterpark, Groningen |
| 16 maart 1969 | Goal |       | Goal · Goal | Stadion: Oosterpark, Groningen |
| 16 maart 1969 |      |       |             | Stadion: Oosterpark, Groningen |
| 16 maart 1969 |      |       |             | Stadion: Oosterpark, Groningen |
|               |      |       |             |                                |

|               |                           |       |                           |                               |
| 16 maart 1969 | NAC                       | 4 – 4 | Telstar                   | Stadion: Beatrixstraat, Breda |
| 16 maart 1969 | Goal · Goal · Goal · Goal |       | Goal · Goal · Goal · Goal | Stadion: Beatrixstraat, Breda |
| 16 maart 1969 |                           |       |                           | Stadion: Beatrixstraat, Breda |
| 16 maart 1969 |                           |       |                           | Stadion: Beatrixstraat, Breda |
|               |                           |       |                           |                               |

|               |                    |       |        |                                     |
| 16 maart 1969 | PSV                | 3 – 1 | N.E.C. | Stadion: Philips Stadion, Eindhoven |
| 16 maart 1969 | Goal · Goal · Goal |       | Goal   | Stadion: Philips Stadion, Eindhoven |
| 16 maart 1969 |                    |       |        | Stadion: Philips Stadion, Eindhoven |
| 16 maart 1969 |                    |       |        | Stadion: Philips Stadion, Eindhoven |
|               |                    |       |        |                                     |

## Speelronde 25
|               |     |       |     |                                                                                       |
| 30 maart 1969 | DWS | 0 – 0 | ADO | Stadion: Olympisch Stadion, Amsterdam Toeschouwers: 2.500 Scheidsrechter: Henk Pijper |
| 30 maart 1969 |     |       |     | Stadion: Olympisch Stadion, Amsterdam Toeschouwers: 2.500 Scheidsrechter: Henk Pijper |
| 30 maart 1969 |     |       |     | Stadion: Olympisch Stadion, Amsterdam Toeschouwers: 2.500 Scheidsrechter: Henk Pijper |
| 30 maart 1969 |     |       |     | Stadion: Olympisch Stadion, Amsterdam Toeschouwers: 2.500 Scheidsrechter: Henk Pijper |
|               |     |       |     |                                                                                       |

|               |                           |       |          |                                        |
| 30 maart 1969 | Feijenoord                | 4 – 0 | Go Ahead | Stadion: Stadion Feijenoord, Rotterdam |
| 30 maart 1969 | Goal · Goal · Goal · Goal |       |          | Stadion: Stadion Feijenoord, Rotterdam |
| 30 maart 1969 |                           |       |          | Stadion: Stadion Feijenoord, Rotterdam |
| 30 maart 1969 |                           |       |          | Stadion: Stadion Feijenoord, Rotterdam |
|               |                           |       |          |                                        |

|               |                    |       |            |                             |
| 30 maart 1969 | Holland Sport      | 3 – 0 | Fortuna SC | Stadion: Houtrust, Den Haag |
| 30 maart 1969 | Goal · Goal · Goal |       |            | Stadion: Houtrust, Den Haag |
| 30 maart 1969 |                    |       |            | Stadion: Houtrust, Den Haag |
| 30 maart 1969 |                    |       |            | Stadion: Houtrust, Den Haag |
|               |                    |       |            |                             |

|               |                   |       |                   |                                                                                       |
| 30 maart 1969 | FC Twente         | 1 – 1 | NAC               | Stadion: Het Diekman, Enschede Toeschouwers: 17.500 Scheidsrechter: Henk van der Veer |
| 30 maart 1969 | Dick van Dijk 30' |       | 37' Addy Brouwers | Stadion: Het Diekman, Enschede Toeschouwers: 17.500 Scheidsrechter: Henk van der Veer |
| 30 maart 1969 |                   |       |                   | Stadion: Het Diekman, Enschede Toeschouwers: 17.500 Scheidsrechter: Henk van der Veer |
| 30 maart 1969 |                   |       |                   | Stadion: Het Diekman, Enschede Toeschouwers: 17.500 Scheidsrechter: Henk van der Veer |
|               |                   |       |                   |                                                                                       |

|               |     |       |      |                                                                                        |
| 30 maart 1969 | MVV | 0 – 0 | GVAV | Stadion: De Geusselt, Maastricht Toeschouwers: 8.000 Scheidsrechter: Leo van der Kroft |
| 30 maart 1969 |     |       |      | Stadion: De Geusselt, Maastricht Toeschouwers: 8.000 Scheidsrechter: Leo van der Kroft |
| 30 maart 1969 |     |       |      | Stadion: De Geusselt, Maastricht Toeschouwers: 8.000 Scheidsrechter: Leo van der Kroft |
| 30 maart 1969 |     |       |      | Stadion: De Geusselt, Maastricht Toeschouwers: 8.000 Scheidsrechter: Leo van der Kroft |
|               |     |       |      |                                                                                        |

|               |             |       |        |                                     |
| 30 maart 1969 | PSV         | 2 – 1 | AZ '67 | Stadion: Philips Stadion, Eindhoven |
| 30 maart 1969 | Goal · Goal |       | Goal   | Stadion: Philips Stadion, Eindhoven |
| 30 maart 1969 |             |       |        | Stadion: Philips Stadion, Eindhoven |
| 30 maart 1969 |             |       |        | Stadion: Philips Stadion, Eindhoven |
|               |             |       |        |                                     |

|               |         |                  |        |                                                                               |
| 30 maart 1969 | Telstar | 0 – 1            | Sparta | Stadion: Schoonenberg, Velsen Toeschouwers: 4.000 Scheidsrechter: Jan Godding |
| 30 maart 1969 |         | 20' Hans Bentzon |        | Stadion: Schoonenberg, Velsen Toeschouwers: 4.000 Scheidsrechter: Jan Godding |
| 30 maart 1969 |         |                  |        | Stadion: Schoonenberg, Velsen Toeschouwers: 4.000 Scheidsrechter: Jan Godding |
| 30 maart 1969 |         |                  |        | Stadion: Schoonenberg, Velsen Toeschouwers: 4.000 Scheidsrechter: Jan Godding |
|               |         |                  |        |                                                                               |

|               |          |             |      |                               |
| 30 maart 1969 | Volendam | 0 – 2       | Ajax | Stadion: Julianaweg, Volendam |
| 30 maart 1969 |          | Goal · Goal |      | Stadion: Julianaweg, Volendam |
| 30 maart 1969 |          |             |      | Stadion: Julianaweg, Volendam |
| 30 maart 1969 |          |             |      | Stadion: Julianaweg, Volendam |
|               |          |             |      |                               |

|               |             |       |      |                                   |
| 30 maart 1969 | N.E.C.      | 2 – 1 | DOS  | Stadion: Goffertstadion, Nijmegen |
| 30 maart 1969 | Goal · Goal |       | Goal | Stadion: Goffertstadion, Nijmegen |
| 30 maart 1969 |             |       |      | Stadion: Goffertstadion, Nijmegen |
| 30 maart 1969 |             |       |      | Stadion: Goffertstadion, Nijmegen |
|               |             |       |      |                                   |

## Speelronde 26
|              |                |       |                 |                                                                                  |
| 7 april 1969 | AZ '67         | 1 – 1 | ADO             | Stadion: Alkmaarderhout, Alkmaar Toeschouwers: 5.000 Scheidsrechter: Jan Godding |
| 7 april 1969 | Dick Twisk 71' |       | 87' Piet Giesen | Stadion: Alkmaarderhout, Alkmaar Toeschouwers: 5.000 Scheidsrechter: Jan Godding |
| 7 april 1969 |                |       |                 | Stadion: Alkmaarderhout, Alkmaar Toeschouwers: 5.000 Scheidsrechter: Jan Godding |
| 7 april 1969 |                |       |                 | Stadion: Alkmaarderhout, Alkmaar Toeschouwers: 5.000 Scheidsrechter: Jan Godding |
|              |                |       |                 |                                                                                  |

|              |                           |       |             |                                       |
| 7 april 1969 | DWS                       | 4 – 2 | Go Ahead    | Stadion: Olympisch Stadion, Amsterdam |
| 7 april 1969 | Goal · Goal · Goal · Goal |       | Goal · Goal | Stadion: Olympisch Stadion, Amsterdam |
| 7 april 1969 |                           |       |             | Stadion: Olympisch Stadion, Amsterdam |
| 7 april 1969 |                           |       |             | Stadion: Olympisch Stadion, Amsterdam |
|              |                           |       |             |                                       |

|              |                       |       |                     |                                                                                            |
| 7 april 1969 | Feijenoord            | 2 – 1 | Sparta              | Stadion: Stadion Feijenoord, Rotterdam Toeschouwers: 55.000 Scheidsrechter: Lau van Ravens |
| 7 april 1969 | Ove Kindvall 41', 75' |       | 32' Theo van Toledo | Stadion: Stadion Feijenoord, Rotterdam Toeschouwers: 55.000 Scheidsrechter: Lau van Ravens |
| 7 april 1969 |                       |       |                     | Stadion: Stadion Feijenoord, Rotterdam Toeschouwers: 55.000 Scheidsrechter: Lau van Ravens |
| 7 april 1969 |                       |       |                     | Stadion: Stadion Feijenoord, Rotterdam Toeschouwers: 55.000 Scheidsrechter: Lau van Ravens |
|              |                       |       |                     |                                                                                            |

|              |                 |       |                     |                                                                               |
| 7 april 1969 | Holland Sport   | 1 – 1 | DOS                 | Stadion: Houtrust, Den Haag Toeschouwers: 10.000 Scheidsrechter: Ad Boogaerts |
| 7 april 1969 | Hans Dorjee 45' |       | 30' Wolfram Kaminke | Stadion: Houtrust, Den Haag Toeschouwers: 10.000 Scheidsrechter: Ad Boogaerts |
| 7 april 1969 |                 |       |                     | Stadion: Houtrust, Den Haag Toeschouwers: 10.000 Scheidsrechter: Ad Boogaerts |
| 7 april 1969 |                 |       |                     | Stadion: Houtrust, Den Haag Toeschouwers: 10.000 Scheidsrechter: Ad Boogaerts |
|              |                 |       |                     |                                                                               |

|              |                    |       |            |                                |
| 7 april 1969 | FC Twente          | 3 – 0 | Fortuna SC | Stadion: Het Diekman, Enschede |
| 7 april 1969 | Goal · Goal · Goal |       |            | Stadion: Het Diekman, Enschede |
| 7 april 1969 |                    |       |            | Stadion: Het Diekman, Enschede |
| 7 april 1969 |                    |       |            | Stadion: Het Diekman, Enschede |
|              |                    |       |            |                                |

|              |      |       |             |                                  |
| 7 april 1969 | MVV  | 1 – 2 | NAC         | Stadion: De Geusselt, Maastricht |
| 7 april 1969 | Goal |       | Goal · Goal | Stadion: De Geusselt, Maastricht |
| 7 april 1969 |      |       |             | Stadion: De Geusselt, Maastricht |
| 7 april 1969 |      |       |             | Stadion: De Geusselt, Maastricht |
|              |      |       |             |                                  |

|              |        |       |          |                                                                                    |
| 7 april 1969 | N.E.C. | 0 – 0 | Volendam | Stadion: Goffertstadion, Nijmegen Toeschouwers: 10.000 Scheidsrechter: Wim Schalks |
| 7 april 1969 |        |       |          | Stadion: Goffertstadion, Nijmegen Toeschouwers: 10.000 Scheidsrechter: Wim Schalks |
| 7 april 1969 |        |       |          | Stadion: Goffertstadion, Nijmegen Toeschouwers: 10.000 Scheidsrechter: Wim Schalks |
| 7 april 1969 |        |       |          | Stadion: Goffertstadion, Nijmegen Toeschouwers: 10.000 Scheidsrechter: Wim Schalks |
|              |        |       |          |                                                                                    |

|              |     |       |      |                                                                                     |
| 7 april 1969 | PSV | 0 – 0 | GVAV | Stadion: Philips Stadion, Eindhoven Toeschouwers: 11.000 Scheidsrechter: Jan Keizer |
| 7 april 1969 |     |       |      | Stadion: Philips Stadion, Eindhoven Toeschouwers: 11.000 Scheidsrechter: Jan Keizer |
| 7 april 1969 |     |       |      | Stadion: Philips Stadion, Eindhoven Toeschouwers: 11.000 Scheidsrechter: Jan Keizer |
| 7 april 1969 |     |       |      | Stadion: Philips Stadion, Eindhoven Toeschouwers: 11.000 Scheidsrechter: Jan Keizer |
|              |     |       |      |                                                                                     |

|              |         |       |                           |                               |
| 7 april 1969 | Telstar | 1 – 4 | Ajax                      | Stadion: Schoonenberg, Velsen |
| 7 april 1969 | Goal    |       | Goal · Goal · Goal · Goal | Stadion: Schoonenberg, Velsen |
| 7 april 1969 |         |       |                           | Stadion: Schoonenberg, Velsen |
| 7 april 1969 |         |       |                           | Stadion: Schoonenberg, Velsen |
|              |         |       |                           |                               |

## Speelronde 27
|               |            |       |            |                                                                                 |
| 12 april 1969 | Fortuna SC | 0 – 0 | Feijenoord | Stadion: Mauritsstadion, Geleen Toeschouwers: 7.000 Scheidsrechter: Frans Derks |
| 12 april 1969 |            |       |            | Stadion: Mauritsstadion, Geleen Toeschouwers: 7.000 Scheidsrechter: Frans Derks |
| 12 april 1969 |            |       |            | Stadion: Mauritsstadion, Geleen Toeschouwers: 7.000 Scheidsrechter: Frans Derks |
| 12 april 1969 |            |       |            | Stadion: Mauritsstadion, Geleen Toeschouwers: 7.000 Scheidsrechter: Frans Derks |
|               |            |       |            |                                                                                 |

|               |                    |       |        |                                      |
| 13 april 1969 | ADO                | 3 – 0 | N.E.C. | Stadion: Zuiderparkstadion, Den Haag |
| 13 april 1969 | Goal · Goal · Goal |       |        | Stadion: Zuiderparkstadion, Den Haag |
| 13 april 1969 |                    |       |        | Stadion: Zuiderparkstadion, Den Haag |
| 13 april 1969 |                    |       |        | Stadion: Zuiderparkstadion, Den Haag |
|               |                    |       |        |                                      |

|               |                      |       |              |                                                                                     |
| 13 april 1969 | Sparta               | 1 – 1 | MVV          | Stadion: Het Kasteel, Rotterdam Toeschouwers: 6.000 Scheidsrechter: Joop Bentvelzen |
| 13 april 1969 | Hans Eijkenbroek 27' |       | 76' Co Prins | Stadion: Het Kasteel, Rotterdam Toeschouwers: 6.000 Scheidsrechter: Joop Bentvelzen |
| 13 april 1969 |                      |       |              | Stadion: Het Kasteel, Rotterdam Toeschouwers: 6.000 Scheidsrechter: Joop Bentvelzen |
| 13 april 1969 |                      |       |              | Stadion: Het Kasteel, Rotterdam Toeschouwers: 6.000 Scheidsrechter: Joop Bentvelzen |
|               |                      |       |              |                                                                                     |

|               |                           |       |                |                                                                                    |
| 13 april 1969 | Go Ahead                  | 1 – 1 | PSV            | Stadion: Vetkampstraat, Deventer Toeschouwers: 10.000 Scheidsrechter: Ad Boogaerts |
| 13 april 1969 | Kresten Bjerre 20' (e.d.) |       | 43' Nico Mares | Stadion: Vetkampstraat, Deventer Toeschouwers: 10.000 Scheidsrechter: Ad Boogaerts |
| 13 april 1969 |                           |       |                | Stadion: Vetkampstraat, Deventer Toeschouwers: 10.000 Scheidsrechter: Ad Boogaerts |
| 13 april 1969 |                           |       |                | Stadion: Vetkampstraat, Deventer Toeschouwers: 10.000 Scheidsrechter: Ad Boogaerts |
|               |                           |       |                |                                                                                    |

|               |      |       |        |                                                                                 |
| 13 april 1969 | GVAV | 0 – 0 | AZ '67 | Stadion: Oosterpark, Groningen Toeschouwers: 3.000 Scheidsrechter: Jef Dorpmans |
| 13 april 1969 |      |       |        | Stadion: Oosterpark, Groningen Toeschouwers: 3.000 Scheidsrechter: Jef Dorpmans |
| 13 april 1969 |      |       |        | Stadion: Oosterpark, Groningen Toeschouwers: 3.000 Scheidsrechter: Jef Dorpmans |
| 13 april 1969 |      |       |        | Stadion: Oosterpark, Groningen Toeschouwers: 3.000 Scheidsrechter: Jef Dorpmans |
|               |      |       |        |                                                                                 |

|               |                                |       |                         |                                                                                     |
| 13 april 1969 | NAC                            | 1 – 1 | DWS                     | Stadion: Beatrixstraat, Breda Toeschouwers: 6.000 Scheidsrechter: Leo van der Kroft |
| 13 april 1969 | Andrzej Frankiewicz 57' (pen.) |       | 63' Frits Flinkevleugel | Stadion: Beatrixstraat, Breda Toeschouwers: 6.000 Scheidsrechter: Leo van der Kroft |
| 13 april 1969 |                                |       |                         | Stadion: Beatrixstraat, Breda Toeschouwers: 6.000 Scheidsrechter: Leo van der Kroft |
| 13 april 1969 |                                |       |                         | Stadion: Beatrixstraat, Breda Toeschouwers: 6.000 Scheidsrechter: Leo van der Kroft |
|               |                                |       |                         |                                                                                     |

|               |          |                     |               |                                                                                |
| 13 april 1969 | Volendam | 0 – 1               | Holland Sport | Stadion: Julianaweg, Volendam Toeschouwers: 5.000 Scheidsrechter: Henk Klopper |
| 13 april 1969 |          | 36' Sjaak Roggeveen |               | Stadion: Julianaweg, Volendam Toeschouwers: 5.000 Scheidsrechter: Henk Klopper |
| 13 april 1969 |          |                     |               | Stadion: Julianaweg, Volendam Toeschouwers: 5.000 Scheidsrechter: Henk Klopper |
| 13 april 1969 |          |                     |               | Stadion: Julianaweg, Volendam Toeschouwers: 5.000 Scheidsrechter: Henk Klopper |
|               |          |                     |               |                                                                                |

|               |             |       |         |                               |
| 13 april 1969 | DOS         | 2 – 0 | Telstar | Stadion: Galgenwaard, Utrecht |
| 13 april 1969 | Goal · Goal |       |         | Stadion: Galgenwaard, Utrecht |
| 13 april 1969 |             |       |         | Stadion: Galgenwaard, Utrecht |
| 13 april 1969 |             |       |         | Stadion: Galgenwaard, Utrecht |
|               |             |       |         |                               |

|               |             |       |           |                             |
| 30 april 1969 | Ajax        | 2 – 0 | FC Twente | Stadion: De Meer, Amsterdam |
| 30 april 1969 | Goal · Goal |       |           | Stadion: De Meer, Amsterdam |
| 30 april 1969 |             |       |           | Stadion: De Meer, Amsterdam |
| 30 april 1969 |             |       |           | Stadion: De Meer, Amsterdam |
|               |             |       |           |                             |

## Speelronde 28
|               |                    |       |             |                                      |
| 20 april 1969 | ADO                | 3 – 2 | GVAV        | Stadion: Zuiderparkstadion, Den Haag |
| 20 april 1969 | Goal · Goal · Goal |       | Goal · Goal | Stadion: Zuiderparkstadion, Den Haag |
| 20 april 1969 |                    |       |             | Stadion: Zuiderparkstadion, Den Haag |
| 20 april 1969 |                    |       |             | Stadion: Zuiderparkstadion, Den Haag |
|               |                    |       |             |                                      |

|               |        |       |          |                                                                                        |
| 20 april 1969 | AZ '67 | 0 – 0 | Go Ahead | Stadion: Alkmaarderhout, Alkmaar Toeschouwers: 6.000 Scheidsrechter: Ben Hoppenbrouwer |
| 20 april 1969 |        |       |          | Stadion: Alkmaarderhout, Alkmaar Toeschouwers: 6.000 Scheidsrechter: Ben Hoppenbrouwer |
| 20 april 1969 |        |       |          | Stadion: Alkmaarderhout, Alkmaar Toeschouwers: 6.000 Scheidsrechter: Ben Hoppenbrouwer |
| 20 april 1969 |        |       |          | Stadion: Alkmaarderhout, Alkmaar Toeschouwers: 6.000 Scheidsrechter: Ben Hoppenbrouwer |
|               |        |       |          |                                                                                        |

|               |     |       |        |                                                                                        |
| 20 april 1969 | DWS | 0 – 0 | Sparta | Stadion: Olympisch Stadion, Amsterdam Toeschouwers: 3.500 Scheidsrechter: Theo Boosten |
| 20 april 1969 |     |       |        | Stadion: Olympisch Stadion, Amsterdam Toeschouwers: 3.500 Scheidsrechter: Theo Boosten |
| 20 april 1969 |     |       |        | Stadion: Olympisch Stadion, Amsterdam Toeschouwers: 3.500 Scheidsrechter: Theo Boosten |
| 20 april 1969 |     |       |        | Stadion: Olympisch Stadion, Amsterdam Toeschouwers: 3.500 Scheidsrechter: Theo Boosten |
|               |     |       |        |                                                                                        |

|               |                |       |                 |                                                                                            |
| 20 april 1969 | Feijenoord     | 1 – 1 | Ajax            | Stadion: Stadion Feijenoord, Rotterdam Toeschouwers: 67.000 Scheidsrechter: Lau van Ravens |
| 20 april 1969 | Wim Jansen 17' |       | 52' Sjaak Swart | Stadion: Stadion Feijenoord, Rotterdam Toeschouwers: 67.000 Scheidsrechter: Lau van Ravens |
| 20 april 1969 |                |       |                 | Stadion: Stadion Feijenoord, Rotterdam Toeschouwers: 67.000 Scheidsrechter: Lau van Ravens |
| 20 april 1969 |                |       |                 | Stadion: Stadion Feijenoord, Rotterdam Toeschouwers: 67.000 Scheidsrechter: Lau van Ravens |
|               |                |       |                 |                                                                                            |

|               |               |       |            |                                                                                     |
| 20 april 1969 | MVV           | 1 – 0 | Fortuna SC | Stadion: De Geusselt, Maastricht Toeschouwers: 16.000 Scheidsrechter: Joop Vervoort |
| 20 april 1969 | Ivan Mráz 77' |       |            | Stadion: De Geusselt, Maastricht Toeschouwers: 16.000 Scheidsrechter: Joop Vervoort |
| 20 april 1969 |               |       |            | Stadion: De Geusselt, Maastricht Toeschouwers: 16.000 Scheidsrechter: Joop Vervoort |
| 20 april 1969 |               |       |            | Stadion: De Geusselt, Maastricht Toeschouwers: 16.000 Scheidsrechter: Joop Vervoort |
|               |               |       |            |                                                                                     |

|               |        |                     |               |                                                                                    |
| 20 april 1969 | N.E.C. | 0 – 1               | Holland Sport | Stadion: Goffertstadion, Nijmegen Toeschouwers: 7.000 Scheidsrechter: Jef Dorpmans |
| 20 april 1969 |        | 78' Theo Valkenhoff |               | Stadion: Goffertstadion, Nijmegen Toeschouwers: 7.000 Scheidsrechter: Jef Dorpmans |
| 20 april 1969 |        |                     |               | Stadion: Goffertstadion, Nijmegen Toeschouwers: 7.000 Scheidsrechter: Jef Dorpmans |
| 20 april 1969 |        |                     |               | Stadion: Goffertstadion, Nijmegen Toeschouwers: 7.000 Scheidsrechter: Jef Dorpmans |
|               |        |                     |               |                                                                                    |

|               |             |       |     |                                     |
| 20 april 1969 | PSV         | 2 – 0 | NAC | Stadion: Philips Stadion, Eindhoven |
| 20 april 1969 | Goal · Goal |       |     | Stadion: Philips Stadion, Eindhoven |
| 20 april 1969 |             |       |     | Stadion: Philips Stadion, Eindhoven |
| 20 april 1969 |             |       |     | Stadion: Philips Stadion, Eindhoven |
|               |             |       |     |                                     |

|               |                         |       |          |                                                                                   |
| 20 april 1969 | Telstar                 | 2 – 0 | Volendam | Stadion: Schoonenberg, Velsen Toeschouwers: 6.400 Scheidsrechter: Arie van Gemert |
| 20 april 1969 | Bert Theunissen 5', 64' |       |          | Stadion: Schoonenberg, Velsen Toeschouwers: 6.400 Scheidsrechter: Arie van Gemert |
| 20 april 1969 |                         |       |          | Stadion: Schoonenberg, Velsen Toeschouwers: 6.400 Scheidsrechter: Arie van Gemert |
| 20 april 1969 |                         |       |          | Stadion: Schoonenberg, Velsen Toeschouwers: 6.400 Scheidsrechter: Arie van Gemert |
|               |                         |       |          |                                                                                   |

|               |                    |       |             |                                |
| 20 april 1969 | FC Twente          | 3 – 2 | DOS         | Stadion: Het Diekman, Enschede |
| 20 april 1969 | Goal · Goal · Goal |       | Goal · Goal | Stadion: Het Diekman, Enschede |
| 20 april 1969 |                    |       |             | Stadion: Het Diekman, Enschede |
| 20 april 1969 |                    |       |             | Stadion: Het Diekman, Enschede |
|               |                    |       |             |                                |

## Speelronde 29
|               |             |       |      |                             |
| 27 april 1969 | Ajax        | 2 – 1 | MVV  | Stadion: De Meer, Amsterdam |
| 27 april 1969 | Goal · Goal |       | Goal | Stadion: De Meer, Amsterdam |
| 27 april 1969 |             |       |      | Stadion: De Meer, Amsterdam |
| 27 april 1969 |             |       |      | Stadion: De Meer, Amsterdam |
|               |             |       |      |                             |

|               |               |       |         |                             |
| 27 april 1969 | Holland Sport | 2 – 0 | Telstar | Stadion: Houtrust, Den Haag |
| 27 april 1969 | Goal · Goal   |       |         | Stadion: Houtrust, Den Haag |
| 27 april 1969 |               |       |         | Stadion: Houtrust, Den Haag |
| 27 april 1969 |               |       |         | Stadion: Houtrust, Den Haag |
|               |               |       |         |                             |

|               |             |       |                    |                                 |
| 27 april 1969 | Sparta      | 2 – 3 | PSV                | Stadion: Het Kasteel, Rotterdam |
| 27 april 1969 | Goal · Goal |       | Goal · Goal · Goal | Stadion: Het Kasteel, Rotterdam |
| 27 april 1969 |             |       |                    | Stadion: Het Kasteel, Rotterdam |
| 27 april 1969 |             |       |                    | Stadion: Het Kasteel, Rotterdam |
|               |             |       |                    |                                 |

|               |            |       |     |                                                                                 |
| 27 april 1969 | Fortuna SC | 0 – 0 | DWS | Stadion: Mauritsstadion, Geleen Toeschouwers: 2.000 Scheidsrechter: Jan Godding |
| 27 april 1969 |            |       |     | Stadion: Mauritsstadion, Geleen Toeschouwers: 2.000 Scheidsrechter: Jan Godding |
| 27 april 1969 |            |       |     | Stadion: Mauritsstadion, Geleen Toeschouwers: 2.000 Scheidsrechter: Jan Godding |
| 27 april 1969 |            |       |     | Stadion: Mauritsstadion, Geleen Toeschouwers: 2.000 Scheidsrechter: Jan Godding |
|               |            |       |     |                                                                                 |

|               |             |       |      |                                  |
| 27 april 1969 | Go Ahead    | 2 – 1 | ADO  | Stadion: Vetkampstraat, Deventer |
| 27 april 1969 | Goal · Goal |       | Goal | Stadion: Vetkampstraat, Deventer |
| 27 april 1969 |             |       |      | Stadion: Vetkampstraat, Deventer |
| 27 april 1969 |             |       |      | Stadion: Vetkampstraat, Deventer |
|               |             |       |      |                                  |

|               |      |       |        |                                                                                   |
| 27 april 1969 | GVAV | 0 – 0 | N.E.C. | Stadion: Oosterpark, Groningen Toeschouwers: 3.000 Scheidsrechter: Lau van Ravens |
| 27 april 1969 |      |       |        | Stadion: Oosterpark, Groningen Toeschouwers: 3.000 Scheidsrechter: Lau van Ravens |
| 27 april 1969 |      |       |        | Stadion: Oosterpark, Groningen Toeschouwers: 3.000 Scheidsrechter: Lau van Ravens |
| 27 april 1969 |      |       |        | Stadion: Oosterpark, Groningen Toeschouwers: 3.000 Scheidsrechter: Lau van Ravens |
|               |      |       |        |                                                                                   |

|               |                                         |       |        |                               |
| 27 april 1969 | NAC                                     | 6 – 0 | AZ '67 | Stadion: Beatrixstraat, Breda |
| 27 april 1969 | Goal · Goal · Goal · Goal · Goal · Goal |       |        | Stadion: Beatrixstraat, Breda |
| 27 april 1969 |                                         |       |        | Stadion: Beatrixstraat, Breda |
| 27 april 1969 |                                         |       |        | Stadion: Beatrixstraat, Breda |
|               |                                         |       |        |                               |

|               |             |       |           |                               |
| 27 april 1969 | Volendam    | 2 – 1 | FC Twente | Stadion: Julianaweg, Volendam |
| 27 april 1969 | Goal · Goal |       | Goal      | Stadion: Julianaweg, Volendam |
| 27 april 1969 |             |       |           | Stadion: Julianaweg, Volendam |
| 27 april 1969 |             |       |           | Stadion: Julianaweg, Volendam |
|               |             |       |           |                               |

|               |     |                    |            |                               |
| 27 april 1969 | DOS | 0 – 3              | Feijenoord | Stadion: Galgenwaard, Utrecht |
| 27 april 1969 |     | Goal · Goal · Goal |            | Stadion: Galgenwaard, Utrecht |
| 27 april 1969 |     |                    |            | Stadion: Galgenwaard, Utrecht |
| 27 april 1969 |     |                    |            | Stadion: Galgenwaard, Utrecht |
|               |     |                    |            |                               |

## Speelronde 30
|             |                     |       |                        |                                                                                           |
| 11 mei 1969 | ADO                 | 1 – 1 | NAC                    | Stadion: Zuiderparkstadion, Den Haag Toeschouwers: 8.500 Scheidsrechter: Gerard Klaassens |
| 11 mei 1969 | Lex Schoenmaker 48' |       | 1' Andrzej Frankiewicz | Stadion: Zuiderparkstadion, Den Haag Toeschouwers: 8.500 Scheidsrechter: Gerard Klaassens |
| 11 mei 1969 |                     |       |                        | Stadion: Zuiderparkstadion, Den Haag Toeschouwers: 8.500 Scheidsrechter: Gerard Klaassens |
| 11 mei 1969 |                     |       |                        | Stadion: Zuiderparkstadion, Den Haag Toeschouwers: 8.500 Scheidsrechter: Gerard Klaassens |
|             |                     |       |                        |                                                                                           |

|             |                    |       |             |                             |
| 11 mei 1969 | Ajax               | 3 – 2 | DWS         | Stadion: De Meer, Amsterdam |
| 11 mei 1969 | Goal · Goal · Goal |       | Goal · Goal | Stadion: De Meer, Amsterdam |
| 11 mei 1969 |                    |       |             | Stadion: De Meer, Amsterdam |
| 11 mei 1969 |                    |       |             | Stadion: De Meer, Amsterdam |
|             |                    |       |             |                             |

|             |                 |       |                |                                                                                  |
| 11 mei 1969 | AZ '67          | 1 – 1 | Sparta         | Stadion: Alkmaarderhout, Alkmaar Toeschouwers: 6.000 Scheidsrechter: Wim Schalks |
| 11 mei 1969 | Jan van Veen 2' |       | 7' Hennie Wijs | Stadion: Alkmaarderhout, Alkmaar Toeschouwers: 6.000 Scheidsrechter: Wim Schalks |
| 11 mei 1969 |                 |       |                | Stadion: Alkmaarderhout, Alkmaar Toeschouwers: 6.000 Scheidsrechter: Wim Schalks |
| 11 mei 1969 |                 |       |                | Stadion: Alkmaarderhout, Alkmaar Toeschouwers: 6.000 Scheidsrechter: Wim Schalks |
|             |                 |       |                |                                                                                  |

|             |                        |       |          |                                                                                          |
| 11 mei 1969 | Feijenoord             | 1 – 0 | Volendam | Stadion: Stadion Feijenoord, Rotterdam Toeschouwers: 38.500 Scheidsrechter: Ad Boogaerts |
| 11 mei 1969 | Willem van Hanegem 30' |       |          | Stadion: Stadion Feijenoord, Rotterdam Toeschouwers: 38.500 Scheidsrechter: Ad Boogaerts |
| 11 mei 1969 |                        |       |          | Stadion: Stadion Feijenoord, Rotterdam Toeschouwers: 38.500 Scheidsrechter: Ad Boogaerts |
| 11 mei 1969 |                        |       |          | Stadion: Stadion Feijenoord, Rotterdam Toeschouwers: 38.500 Scheidsrechter: Ad Boogaerts |
|             |                        |       |          |                                                                                          |

|             |             |       |               |                                |
| 11 mei 1969 | FC Twente   | 2 – 0 | Holland Sport | Stadion: Het Diekman, Enschede |
| 11 mei 1969 | Goal · Goal |       |               | Stadion: Het Diekman, Enschede |
| 11 mei 1969 |             |       |               | Stadion: Het Diekman, Enschede |
| 11 mei 1969 |             |       |               | Stadion: Het Diekman, Enschede |
|             |             |       |               |                                |

|             |                   |       |                    |                                                                            |
| 11 mei 1969 | GVAV              | 1 – 1 | Go Ahead           | Stadion: Oosterpark, Groningen Toeschouwers: 6.000 Scheidsrechter: Ton Bom |
| 11 mei 1969 | Martin Koeman 87' |       | 24' Dick Schneider | Stadion: Oosterpark, Groningen Toeschouwers: 6.000 Scheidsrechter: Ton Bom |
| 11 mei 1969 |                   |       |                    | Stadion: Oosterpark, Groningen Toeschouwers: 6.000 Scheidsrechter: Ton Bom |
| 11 mei 1969 |                   |       |                    | Stadion: Oosterpark, Groningen Toeschouwers: 6.000 Scheidsrechter: Ton Bom |
|             |                   |       |                    |                                                                            |

|             |                    |       |         |                                   |
| 11 mei 1969 | N.E.C.             | 3 – 1 | Telstar | Stadion: Goffertstadion, Nijmegen |
| 11 mei 1969 | Goal · Goal · Goal |       | Goal    | Stadion: Goffertstadion, Nijmegen |
| 11 mei 1969 |                    |       |         | Stadion: Goffertstadion, Nijmegen |
| 11 mei 1969 |                    |       |         | Stadion: Goffertstadion, Nijmegen |
|             |                    |       |         |                                   |

|             |             |       |            |                                     |
| 11 mei 1969 | PSV         | 2 – 0 | Fortuna SC | Stadion: Philips Stadion, Eindhoven |
| 11 mei 1969 | Goal · Goal |       |            | Stadion: Philips Stadion, Eindhoven |
| 11 mei 1969 |             |       |            | Stadion: Philips Stadion, Eindhoven |
| 11 mei 1969 |             |       |            | Stadion: Philips Stadion, Eindhoven |
|             |             |       |            |                                     |

|             |                           |       |     |                                  |
| 11 mei 1969 | MVV                       | 4 – 0 | DOS | Stadion: De Geusselt, Maastricht |
| 11 mei 1969 | Goal · Goal · Goal · Goal |       |     | Stadion: De Geusselt, Maastricht |
| 11 mei 1969 |                           |       |     | Stadion: De Geusselt, Maastricht |
| 11 mei 1969 |                           |       |     | Stadion: De Geusselt, Maastricht |
|             |                           |       |     |                                  |

## Speelronde 31
|             |                     |       |                                         |                                                                               |
| 15 mei 1969 | Ajax                | 1 – 2 | PSV                                     | Stadion: De Meer, Amsterdam Toeschouwers: 19.000 Scheidsrechter: Koen Brouwer |
| 15 mei 1969 | Inge Danielsson 21' |       | 9' Nico Mares 33' Willy van der Kuijlen | Stadion: De Meer, Amsterdam Toeschouwers: 19.000 Scheidsrechter: Koen Brouwer |
| 15 mei 1969 |                     |       |                                         | Stadion: De Meer, Amsterdam Toeschouwers: 19.000 Scheidsrechter: Koen Brouwer |
| 15 mei 1969 |                     |       |                                         | Stadion: De Meer, Amsterdam Toeschouwers: 19.000 Scheidsrechter: Koen Brouwer |
|             |                     |       |                                         |                                                                               |

|             |               |       |            |                             |
| 15 mei 1969 | Holland Sport | 1 – 0 | Feijenoord | Stadion: Houtrust, Den Haag |
| 15 mei 1969 | Goal          |       |            | Stadion: Houtrust, Den Haag |
| 15 mei 1969 |               |       |            | Stadion: Houtrust, Den Haag |
| 15 mei 1969 |               |       |            | Stadion: Houtrust, Den Haag |
|             |               |       |            |                             |

|             |             |       |             |                                 |
| 15 mei 1969 | Sparta      | 2 – 2 | ADO         | Stadion: Het Kasteel, Rotterdam |
| 15 mei 1969 | Goal · Goal |       | Goal · Goal | Stadion: Het Kasteel, Rotterdam |
| 15 mei 1969 |             |       |             | Stadion: Het Kasteel, Rotterdam |
| 15 mei 1969 |             |       |             | Stadion: Het Kasteel, Rotterdam |
|             |             |       |             |                                 |

|             |                    |       |        |                                 |
| 15 mei 1969 | Fortuna SC         | 3 – 0 | AZ '67 | Stadion: Mauritsstadion, Geleen |
| 15 mei 1969 | Goal · Goal · Goal |       |        | Stadion: Mauritsstadion, Geleen |
| 15 mei 1969 |                    |       |        | Stadion: Mauritsstadion, Geleen |
| 15 mei 1969 |                    |       |        | Stadion: Mauritsstadion, Geleen |
|             |                    |       |        |                                 |

|             |          |       |        |                                  |
| 15 mei 1969 | Go Ahead | 1 – 0 | N.E.C. | Stadion: Vetkampstraat, Deventer |
| 15 mei 1969 | Goal     |       |        | Stadion: Vetkampstraat, Deventer |
| 15 mei 1969 |          |       |        | Stadion: Vetkampstraat, Deventer |
| 15 mei 1969 |          |       |        | Stadion: Vetkampstraat, Deventer |
|             |          |       |        |                                  |

|             |             |       |      |                               |
| 15 mei 1969 | NAC         | 2 – 1 | GVAV | Stadion: Beatrixstraat, Breda |
| 15 mei 1969 | Goal · Goal |       | Goal | Stadion: Beatrixstraat, Breda |
| 15 mei 1969 |             |       |      | Stadion: Beatrixstraat, Breda |
| 15 mei 1969 |             |       |      | Stadion: Beatrixstraat, Breda |
|             |             |       |      |                               |

|             |                           |       |             |                               |
| 15 mei 1969 | Telstar                   | 4 – 2 | FC Twente   | Stadion: Schoonenberg, Velsen |
| 15 mei 1969 | Goal · Goal · Goal · Goal |       | Goal · Goal | Stadion: Schoonenberg, Velsen |
| 15 mei 1969 |                           |       |             | Stadion: Schoonenberg, Velsen |
| 15 mei 1969 |                           |       |             | Stadion: Schoonenberg, Velsen |
|             |                           |       |             |                               |

|             |          |       |      |                               |
| 15 mei 1969 | Volendam | 1 – 1 | MVV  | Stadion: Julianaweg, Volendam |
| 15 mei 1969 | Goal     |       | Goal | Stadion: Julianaweg, Volendam |
| 15 mei 1969 |          |       |      | Stadion: Julianaweg, Volendam |
| 15 mei 1969 |          |       |      | Stadion: Julianaweg, Volendam |
|             |          |       |      |                               |

|             |                    |       |             |                               |
| 15 mei 1969 | DOS                | 3 – 2 | DWS         | Stadion: Galgenwaard, Utrecht |
| 15 mei 1969 | Goal · Goal · Goal |       | Goal · Goal | Stadion: Galgenwaard, Utrecht |
| 15 mei 1969 |                    |       |             | Stadion: Galgenwaard, Utrecht |
| 15 mei 1969 |                    |       |             | Stadion: Galgenwaard, Utrecht |
|             |                    |       |             |                               |

## Speelronde 32
|             |                           |       |            |                                      |
| 18 mei 1969 | ADO                       | 4 – 0 | Fortuna SC | Stadion: Zuiderparkstadion, Den Haag |
| 18 mei 1969 | Goal · Goal · Goal · Goal |       |            | Stadion: Zuiderparkstadion, Den Haag |
| 18 mei 1969 |                           |       |            | Stadion: Zuiderparkstadion, Den Haag |
| 18 mei 1969 |                           |       |            | Stadion: Zuiderparkstadion, Den Haag |
|             |                           |       |            |                                      |

|             |        |                                                        |      |                                                                                       |
| 18 mei 1969 | AZ '67 | 0 – 3                                                  | Ajax | Stadion: Alkmaarderhout, Alkmaar Toeschouwers: 16.000 Scheidsrechter: Arie van Gemert |
| 18 mei 1969 |        | 160' Piet Keizer 61' Inge Danielsson 75' Johan Cruijff |      | Stadion: Alkmaarderhout, Alkmaar Toeschouwers: 16.000 Scheidsrechter: Arie van Gemert |
| 18 mei 1969 |        |                                                        |      | Stadion: Alkmaarderhout, Alkmaar Toeschouwers: 16.000 Scheidsrechter: Arie van Gemert |
| 18 mei 1969 |        |                                                        |      | Stadion: Alkmaarderhout, Alkmaar Toeschouwers: 16.000 Scheidsrechter: Arie van Gemert |
|             |        |                                                        |      |                                                                                       |

|             |             |       |          |                                       |
| 18 mei 1969 | DWS         | 2 – 1 | Volendam | Stadion: Olympisch Stadion, Amsterdam |
| 18 mei 1969 | Goal · Goal |       | Goal     | Stadion: Olympisch Stadion, Amsterdam |
| 18 mei 1969 |             |       |          | Stadion: Olympisch Stadion, Amsterdam |
| 18 mei 1969 |             |       |          | Stadion: Olympisch Stadion, Amsterdam |
|             |             |       |          |                                       |

|             |                           |       |         |                                        |
| 18 mei 1969 | Feijenoord                | 4 – 1 | Telstar | Stadion: Stadion Feijenoord, Rotterdam |
| 18 mei 1969 | Goal · Goal · Goal · Goal |       | Goal    | Stadion: Stadion Feijenoord, Rotterdam |
| 18 mei 1969 |                           |       |         | Stadion: Stadion Feijenoord, Rotterdam |
| 18 mei 1969 |                           |       |         | Stadion: Stadion Feijenoord, Rotterdam |
|             |                           |       |         |                                        |

|             |                    |       |      |                                  |
| 18 mei 1969 | Go Ahead           | 3 – 1 | NAC  | Stadion: Vetkampstraat, Deventer |
| 18 mei 1969 | Goal · Goal · Goal |       | Goal | Stadion: Vetkampstraat, Deventer |
| 18 mei 1969 |                    |       |      | Stadion: Vetkampstraat, Deventer |
| 18 mei 1969 |                    |       |      | Stadion: Vetkampstraat, Deventer |
|             |                    |       |      |                                  |

|             |                    |       |        |                                |
| 18 mei 1969 | GVAV               | 3 – 1 | Sparta | Stadion: Oosterpark, Groningen |
| 18 mei 1969 | Goal · Goal · Goal |       | Goal   | Stadion: Oosterpark, Groningen |
| 18 mei 1969 |                    |       |        | Stadion: Oosterpark, Groningen |
| 18 mei 1969 |                    |       |        | Stadion: Oosterpark, Groningen |
|             |                    |       |        |                                |

|             |                    |       |      |                                     |
| 18 mei 1969 | PSV                | 3 – 1 | DOS  | Stadion: Philips Stadion, Eindhoven |
| 18 mei 1969 | Goal · Goal · Goal |       | Goal | Stadion: Philips Stadion, Eindhoven |
| 18 mei 1969 |                    |       |      | Stadion: Philips Stadion, Eindhoven |
| 18 mei 1969 |                    |       |      | Stadion: Philips Stadion, Eindhoven |
|             |                    |       |      |                                     |

|             |                    |       |               |                                  |
| 18 mei 1969 | MVV                | 3 – 0 | Holland Sport | Stadion: De Geusselt, Maastricht |
| 18 mei 1969 | Goal · Goal · Goal |       |               | Stadion: De Geusselt, Maastricht |
| 18 mei 1969 |                    |       |               | Stadion: De Geusselt, Maastricht |
| 18 mei 1969 |                    |       |               | Stadion: De Geusselt, Maastricht |
|             |                    |       |               |                                  |

|             |             |       |           |                                   |
| 18 mei 1969 | N.E.C.      | 2 – 0 | FC Twente | Stadion: Goffertstadion, Nijmegen |
| 18 mei 1969 | Goal · Goal |       |           | Stadion: Goffertstadion, Nijmegen |
| 18 mei 1969 |             |       |           | Stadion: Goffertstadion, Nijmegen |
| 18 mei 1969 |             |       |           | Stadion: Goffertstadion, Nijmegen |
|             |             |       |           |                                   |

## Speelronde 33
|             |                    |       |     |                                                                                   |
| 22 mei 1969 | Ajax               | 1 – 0 | ADO | Stadion: De Meer, Amsterdam Toeschouwers: 9.000 Scheidsrechter: Henk van der Veer |
| 22 mei 1969 | Inge Danielsson 3' |       |     | Stadion: De Meer, Amsterdam Toeschouwers: 9.000 Scheidsrechter: Henk van der Veer |
| 22 mei 1969 |                    |       |     | Stadion: De Meer, Amsterdam Toeschouwers: 9.000 Scheidsrechter: Henk van der Veer |
| 22 mei 1969 |                    |       |     | Stadion: De Meer, Amsterdam Toeschouwers: 9.000 Scheidsrechter: Henk van der Veer |
|             |                    |       |     |                                                                                   |

|             |                                                   |       |          |                                                                                    |
| 23 mei 1969 | Sparta                                            | 3 – 0 | Go Ahead | Stadion: Het Kasteel, Rotterdam Toeschouwers: 6.000 Scheidsrechter: Lau van Ravens |
| 23 mei 1969 | Hans Venneker 20' Miel Pijs 47' Nol Heijerman 52' |       |          | Stadion: Het Kasteel, Rotterdam Toeschouwers: 6.000 Scheidsrechter: Lau van Ravens |
| 23 mei 1969 |                                                   |       |          | Stadion: Het Kasteel, Rotterdam Toeschouwers: 6.000 Scheidsrechter: Lau van Ravens |
| 23 mei 1969 |                                                   |       |          | Stadion: Het Kasteel, Rotterdam Toeschouwers: 6.000 Scheidsrechter: Lau van Ravens |
|             |                                                   |       |          |                                                                                    |

|             |                                  |       |                       |                                                                             |
| 23 mei 1969 | Holland Sport                    | 2 – 1 | DWS                   | Stadion: Houtrust, Den Haag Toeschouwers: 5.000 Scheidsrechter: Henk Pijper |
| 23 mei 1969 | Arie Don 44' Sjaak Roggeveen 57' |       | 89' Piet van den Berg | Stadion: Houtrust, Den Haag Toeschouwers: 5.000 Scheidsrechter: Henk Pijper |
| 23 mei 1969 |                                  |       |                       | Stadion: Houtrust, Den Haag Toeschouwers: 5.000 Scheidsrechter: Henk Pijper |
| 23 mei 1969 |                                  |       |                       | Stadion: Houtrust, Den Haag Toeschouwers: 5.000 Scheidsrechter: Henk Pijper |
|             |                                  |       |                       |                                                                             |

|             |                   |       |                      |                                                                                  |
| 23 mei 1969 | N.E.C.            | 1 – 1 | NAC                  | Stadion: Goffertstadion, Nijmegen Toeschouwers: 7.500 Scheidsrechter: Jan Keizer |
| 23 mei 1969 | Rob Lelieveld 40' |       | 72' Norbert Pogrzeba | Stadion: Goffertstadion, Nijmegen Toeschouwers: 7.500 Scheidsrechter: Jan Keizer |
| 23 mei 1969 |                   |       |                      | Stadion: Goffertstadion, Nijmegen Toeschouwers: 7.500 Scheidsrechter: Jan Keizer |
| 23 mei 1969 |                   |       |                      | Stadion: Goffertstadion, Nijmegen Toeschouwers: 7.500 Scheidsrechter: Jan Keizer |
|             |                   |       |                      |                                                                                  |

|             |                     |       |                   |                                                                                     |
| 23 mei 1969 | Telstar             | 1 – 1 | MVV               | Stadion: Schoonenberg, Velsen Toeschouwers: 9.000 Scheidsrechter: Henk van der Veer |
| 23 mei 1969 | Frans van Essen 29' |       | 74' Willy Brokamp | Stadion: Schoonenberg, Velsen Toeschouwers: 9.000 Scheidsrechter: Henk van der Veer |
| 23 mei 1969 |                     |       |                   | Stadion: Schoonenberg, Velsen Toeschouwers: 9.000 Scheidsrechter: Henk van der Veer |
| 23 mei 1969 |                     |       |                   | Stadion: Schoonenberg, Velsen Toeschouwers: 9.000 Scheidsrechter: Henk van der Veer |
|             |                     |       |                   |                                                                                     |

|             |                |       |                           |                                                                           |
| 23 mei 1969 | Volendam       | 1 – 1 | PSV                       | Stadion: Julianaweg, Volendam Toeschouwers: 5.500 Scheidsrechter: Tom Bom |
| 23 mei 1969 | Klaas Sier 85' |       | 17' Willy van der Kuijlen | Stadion: Julianaweg, Volendam Toeschouwers: 5.500 Scheidsrechter: Tom Bom |
| 23 mei 1969 |                |       |                           | Stadion: Julianaweg, Volendam Toeschouwers: 5.500 Scheidsrechter: Tom Bom |
| 23 mei 1969 |                |       |                           | Stadion: Julianaweg, Volendam Toeschouwers: 5.500 Scheidsrechter: Tom Bom |
|             |                |       |                           |                                                                           |

|             |                     |       |                  |                                                                                 |
| 23 mei 1969 | DOS                 | 1 – 1 | AZ '67           | Stadion: Galgenwaard, Utrecht Toeschouwers: 15.000 Scheidsrechter: Jef Dorpmans |
| 23 mei 1969 | Wolfram Kaminke 35' |       | 58' Wim de Jager | Stadion: Galgenwaard, Utrecht Toeschouwers: 15.000 Scheidsrechter: Jef Dorpmans |
| 23 mei 1969 |                     |       |                  | Stadion: Galgenwaard, Utrecht Toeschouwers: 15.000 Scheidsrechter: Jef Dorpmans |
| 23 mei 1969 |                     |       |                  | Stadion: Galgenwaard, Utrecht Toeschouwers: 15.000 Scheidsrechter: Jef Dorpmans |
|             |                     |       |                  |                                                                                 |

|             |           |                  |            |                                                                                       |
| 23 mei 1969 | FC Twente | 0 – 1            | Feijenoord | Stadion: Het Diekman, Enschede Toeschouwers: 28.000 Scheidsrechter: Leo van der Kroft |
| 23 mei 1969 |           | 30' Ove Kindvall |            | Stadion: Het Diekman, Enschede Toeschouwers: 28.000 Scheidsrechter: Leo van der Kroft |
| 23 mei 1969 |           |                  |            | Stadion: Het Diekman, Enschede Toeschouwers: 28.000 Scheidsrechter: Leo van der Kroft |
| 23 mei 1969 |           |                  |            | Stadion: Het Diekman, Enschede Toeschouwers: 28.000 Scheidsrechter: Leo van der Kroft |
|             |           |                  |            |                                                                                       |

|             |            |       |      |                                                                               |
| 23 mei 1969 | Fortuna SC | 0 – 0 | GVAV | Stadion: Mauritsstadion, Geleen Toeschouwers: 900 Scheidsrechter: Frans Derks |
| 23 mei 1969 |            |       |      | Stadion: Mauritsstadion, Geleen Toeschouwers: 900 Scheidsrechter: Frans Derks |
| 23 mei 1969 |            |       |      | Stadion: Mauritsstadion, Geleen Toeschouwers: 900 Scheidsrechter: Frans Derks |
| 23 mei 1969 |            |       |      | Stadion: Mauritsstadion, Geleen Toeschouwers: 900 Scheidsrechter: Frans Derks |
|             |            |       |      |                                                                               |

## Speelronde 34
|             |                                                                           |       |               |                                                                                       |
| 20 mei 1969 | PSV                                                                       | 4 – 0 | Holland Sport | Stadion: Philips Stadion, Eindhoven Toeschouwers: 10.000 Scheidsrechter: Theo Boosten |
| 20 mei 1969 | Willy van der Kuijlen 63', 88' Bent Schmidt Hansen 72' Kresten Bjerre 78' |       |               | Stadion: Philips Stadion, Eindhoven Toeschouwers: 10.000 Scheidsrechter: Theo Boosten |
| 20 mei 1969 |                                                                           |       |               | Stadion: Philips Stadion, Eindhoven Toeschouwers: 10.000 Scheidsrechter: Theo Boosten |
| 20 mei 1969 |                                                                           |       |               | Stadion: Philips Stadion, Eindhoven Toeschouwers: 10.000 Scheidsrechter: Theo Boosten |
|             |                                                                           |       |               |                                                                                       |

|             |        |       |          |                                                                                      |
| 1 juni 1969 | AZ '67 | 0 – 0 | Volendam | Stadion: Alkmaarderhout, Alkmaar Toeschouwers: 16.000 Scheidsrechter: Lau van Ravens |
| 1 juni 1969 |        |       |          | Stadion: Alkmaarderhout, Alkmaar Toeschouwers: 16.000 Scheidsrechter: Lau van Ravens |
| 1 juni 1969 |        |       |          | Stadion: Alkmaarderhout, Alkmaar Toeschouwers: 16.000 Scheidsrechter: Lau van Ravens |
| 1 juni 1969 |        |       |          | Stadion: Alkmaarderhout, Alkmaar Toeschouwers: 16.000 Scheidsrechter: Lau van Ravens |
|             |        |       |          |                                                                                      |

|             |     |       |         |                                                                                             |
| 1 juni 1969 | DWS | 0 – 0 | Telstar | Stadion: Olympisch Stadion, Amsterdam Toeschouwers: 2.000 Scheidsrechter: Leo van der Kroft |
| 1 juni 1969 |     |       |         | Stadion: Olympisch Stadion, Amsterdam Toeschouwers: 2.000 Scheidsrechter: Leo van der Kroft |
| 1 juni 1969 |     |       |         | Stadion: Olympisch Stadion, Amsterdam Toeschouwers: 2.000 Scheidsrechter: Leo van der Kroft |
| 1 juni 1969 |     |       |         | Stadion: Olympisch Stadion, Amsterdam Toeschouwers: 2.000 Scheidsrechter: Leo van der Kroft |
|             |     |       |         |                                                                                             |

|             |                  |       |        |                                                                                          |
| 1 juni 1969 | Feijenoord       | 1 – 0 | N.E.C. | Stadion: Stadion Feijenoord, Rotterdam Toeschouwers: 42.000 Scheidsrechter: Ad Boogaerts |
| 1 juni 1969 | Ove Kindvall 33' |       |        | Stadion: Stadion Feijenoord, Rotterdam Toeschouwers: 42.000 Scheidsrechter: Ad Boogaerts |
| 1 juni 1969 |                  |       |        | Stadion: Stadion Feijenoord, Rotterdam Toeschouwers: 42.000 Scheidsrechter: Ad Boogaerts |
| 1 juni 1969 |                  |       |        | Stadion: Stadion Feijenoord, Rotterdam Toeschouwers: 42.000 Scheidsrechter: Ad Boogaerts |
|             |                  |       |        |                                                                                          |

|             |             |       |                                              |                                                                                       |
| 1 juni 1969 | ADO         | 1 – 3 | DOS                                          | Stadion: Zuiderparkstadion, Den Haag Toeschouwers: 9.500 Scheidsrechter: Theo Boosten |
| 1 juni 1969 | Piet Giesen |       | 29', 70' Tonnie Nieuwenhuys 59' Leo van Veen | Stadion: Zuiderparkstadion, Den Haag Toeschouwers: 9.500 Scheidsrechter: Theo Boosten |
| 1 juni 1969 |             |       |                                              | Stadion: Zuiderparkstadion, Den Haag Toeschouwers: 9.500 Scheidsrechter: Theo Boosten |
| 1 juni 1969 |             |       |                                              | Stadion: Zuiderparkstadion, Den Haag Toeschouwers: 9.500 Scheidsrechter: Theo Boosten |
|             |             |       |                                              |                                                                                       |

|             |                                            |       |            |                                                                                      |
| 1 juni 1969 | Go Ahead                                   | 2 – 0 | Fortuna SC | Stadion: Vetkampstraat, Deventer Toeschouwers: 8.000 Scheidsrechter: Joop Bentvelzen |
| 1 juni 1969 | Wietse Veenstra 59' Gerrit van Tilburg 85' |       |            | Stadion: Vetkampstraat, Deventer Toeschouwers: 8.000 Scheidsrechter: Joop Bentvelzen |
| 1 juni 1969 |                                            |       |            | Stadion: Vetkampstraat, Deventer Toeschouwers: 8.000 Scheidsrechter: Joop Bentvelzen |
| 1 juni 1969 |                                            |       |            | Stadion: Vetkampstraat, Deventer Toeschouwers: 8.000 Scheidsrechter: Joop Bentvelzen |
|             |                                            |       |            |                                                                                      |

|             |                   |       |                                   |                                                                                   |
| 1 juni 1969 | GVAV              | 1 – 2 | Ajax                              | Stadion: Oosterpark, Groningen Toeschouwers: 12.500 Scheidsrechter: Joop Vervoort |
| 1 juni 1969 | Keld Pedersen 88' |       | 61' Ton Pronk 66' Velibor Vasović | Stadion: Oosterpark, Groningen Toeschouwers: 12.500 Scheidsrechter: Joop Vervoort |
| 1 juni 1969 |                   |       |                                   | Stadion: Oosterpark, Groningen Toeschouwers: 12.500 Scheidsrechter: Joop Vervoort |
| 1 juni 1969 |                   |       |                                   | Stadion: Oosterpark, Groningen Toeschouwers: 12.500 Scheidsrechter: Joop Vervoort |
|             |                   |       |                                   |                                                                                   |

|             |                                    |       |                    |                                                                                    |
| 1 juni 1969 | MVV                                | 2 – 1 | FC Twente          | Stadion: De Geusselt, Maastricht Toeschouwers: 10.000 Scheidsrechter: Jef Dorpmans |
| 1 juni 1969 | Willy Brokamp 2' Gerard Hoenen 85' |       | 51' Theo Pahlplatz | Stadion: De Geusselt, Maastricht Toeschouwers: 10.000 Scheidsrechter: Jef Dorpmans |
| 1 juni 1969 |                                    |       |                    | Stadion: De Geusselt, Maastricht Toeschouwers: 10.000 Scheidsrechter: Jef Dorpmans |
| 1 juni 1969 |                                    |       |                    | Stadion: De Geusselt, Maastricht Toeschouwers: 10.000 Scheidsrechter: Jef Dorpmans |
|             |                                    |       |                    |                                                                                    |

|             |                     |       |        |                                                                               |
| 1 juni 1969 | NAC                 | 1 – 0 | Sparta | Stadion: Beatrixstraat, Breda Toeschouwers: 7.500 Scheidsrechter: Jan Godding |
| 1 juni 1969 | Miel Pijs –' (e.d.) |       |        | Stadion: Beatrixstraat, Breda Toeschouwers: 7.500 Scheidsrechter: Jan Godding |
| 1 juni 1969 |                     |       |        | Stadion: Beatrixstraat, Breda Toeschouwers: 7.500 Scheidsrechter: Jan Godding |
| 1 juni 1969 |                     |       |        | Stadion: Beatrixstraat, Breda Toeschouwers: 7.500 Scheidsrechter: Jan Godding |
|             |                     |       |        |                                                                               |

## Voetnoten
ADO ·
Ajax ·
AZ '67 ·
DOS ·
DWS ·
Feijenoord ·
Fortuna SC ·
Go Ahead ·
Holland Sport ·
GVAV ·
MVV ·
NAC ·
N.E.C. ·
PSV ·
Sparta ·
Telstar ·
FC Twente '65 ·
Volendam